# Torneo del Interior 2010
El Torneo del Interior 2010, conocido también como Torneo Argentino C 2010, fue la sexta edición de este torneo, quinta división para los indirectamente afiliados y organizada por el Consejo Federal.
La clasificación al mismo la otorga la obtención del campeonato en alguna de las innumerables ligas regionales de fútbol en Argentina. En algunos casos la realización de una buena campaña en dichas ligas otorga tal derecho, ya que muchos clubes campeones deciden ceder su plaza por cuestiones económicas. En ligas de poca jerarquía o de ciudades pequeñas, es común que otros clubes cedan sus jugadores a aquel que recibió la plaza y, generalmente, realizó la inversión económica necesaria. Se forma así un equipo que es informalmente considerado representativo de la ciudad, pudiendo incluso jugar con uniforme propio y recibiendo el apoyo de todas las hinchadas.
En 2010 se desarrolló la sexta temporada del Torneo del Interior, que otorgó tres ascensos directos al Torneo Argentino B 2010-11 y tres promociones.

## Formato
Formaron parte 291 equipos divididos en 78 zonas: 57 de 4 equipos y 21 de 3 equipos. La primera ronda en cada zona, se disputó todos contra todos a dos ruedas. Clasificaron a la segunda fase los dos primeros de las 84 zonas, más los 36 mejores terceros de las 57 zonas compuestas por cuatro equipos, clasificando 192 equipos. A partir de allí se eliminaron en forma directa en partidos de ida y vuelta, hasta definir los 3 ascensos. Los primeros partidos por fase de grupos se disputaron el 15 de enero de 2010, mientras que el 6 de junio de 2010 se disputó el último partido por promociones de ascenso con el Torneo Argentino B.

### Primera fase
Organizada en 78 zonas de entre 3 y 4 equipos, se disputaron por el sistema "todos contra todos" partidos de ida y vuelta, a lo largo de 6 fechas. En el caso de zonas conformadas por tres equipos, mientras dos equipos disputaban un partido, el restante quedaba con fecha libre. Clasificaron los dos mejores de cada grupo (156 equipos) y los 36 mejores terceros, de entre los equipos que finalizaron en tercera ubicación en las 57 zonas de 4 equipos. En caso de empate en puntos, se procedía a desempatar cotejando los resultados entre los equipos que hayan empatado en puntos, definiéndose las ubicaciones finales bajo este sistema. En caso de persistir las igualdades, se recurrió a los sucesivos sistemas establecidos para tal fin (diferencia de gol, goles a favor, goles a favor en condición de visitante, etc.). Tales valores también fueron tenidos en cuenta, a la hora de confeccionar la tabla de mejores terceros.

### Segunda fase
Los 192 equipos clasificados son reagrupados en tres grandes zonas, teniendo en cuenta su proximidad geográfica. Cada zona disputó un cupo de ascenso directo al Torneo Argentino B, de las cuales uno quedaba consagrado campeón y ascendido en forma directa, mientras que el restante finalista obtuvo una posibilidad más de ascenso, al disputar un Partido de Promoción con alguno de los tres equipos del Argentino B, promediados para tal instancia.
Los equipos participantes disputaron una eliminatoria de 6 rondas, con partidos de ida y vuelta, hasta definirse los ascendidos y los equipos que disputaron la promoción.

## Equipos participantes
| Zona    | Club                                                                | Localidad                     | Provincia           | Liga de origen                                  |
| ------- | ------------------------------------------------------------------- | ----------------------------- | ------------------- | ----------------------------------------------- |
| Zona 1  | Club Alianza Futbolística                                           | Villa Mercedes                | San Luis            | Liga de Fútbol de Villa Mercedes                |
| Zona 1  | Club Sportivo Pringles                                              | Villa Mercedes                | San Luis            | Liga de Fútbol de Villa Mercedes                |
| Zona 1  | Club Sportivo Estudiantes                                           | San Luis                      | San Luis            | Liga Sanluiseña de Fútbol                       |
| Zona 1  | Club Social y Deportivo San Antonio                                 | Estancia Grande               | San Luis            | Liga Sanluiseña de Fútbol                       |
|         |                                                                     |                               |                     |                                                 |
| Zona 2  | Club Social y Deportivo Arizona                                     | Arizona                       | San Luis            | Liga Sanluiseña de Fútbol                       |
| Zona 2  | Club Deportivo La Punta                                             | La Punta                      | San Luis            | Liga Sanluiseña de Fútbol                       |
| Zona 2  | Club Sportivo Mercedes                                              | Villa Mercedes                | San Luis            | Liga de Fútbol de Villa Mercedes                |
|         |                                                                     |                               |                     |                                                 |
| Zona 3  | Club Sportivo Balloffet                                             | San Rafael                    | Mendoza             | Liga Sanrafaelina de Fútbol                     |
| Zona 3  | Club Huracán                                                        | San Rafael                    | Mendoza             | Liga Sanrafaelina de Fútbol                     |
| Zona 3  | Gutiérrez Sport Club                                                | General Gutiérrez             | Mendoza             | Liga Mendocina de Fútbol                        |
| Zona 3  | Sport Club Pacífico                                                 | General Alvear                | Mendoza             | Liga Alvearense de Fútbol                       |
|         |                                                                     |                               |                     |                                                 |
| Zona 4  | Club Sportivo Chilecito                                             | Eugenio Bustos                | Mendoza             | Liga Sancarlina de Fútbol                       |
| Zona 4  | Club Sportivo La Consulta                                           | La Consulta                   | Mendoza             | Liga Sancarlina de Fútbol                       |
| Zona 4  | Club Social y Deportivo Fernández Álvarez                           | Los Sauces                    | Mendoza             | Liga de Fútbol de Tunuyán                       |
| Zona 4  | Club Independiente Sportivo Las Rosas                               | Colonia Las Rosas             | Mendoza             | Liga de Fútbol de Tunuyán                       |
|         |                                                                     |                               |                     |                                                 |
| Zona 5  | Club Atlético Huracán Las Heras                                     | Las Heras                     | Mendoza             | Liga Mendocina de Fútbol                        |
| Zona 5  | Club Leonardo Murialdo                                              | Villa Nueva                   | Mendoza             | Liga Mendocina de Fútbol                        |
| Zona 5  | Club Social y Deportivo Independiente                               | El Peral                      | Mendoza             | Liga Tupungatina de Fútbol                      |
| Zona 5  | Club Atlético y Deportivo Sergi Sport                               | Tupungato                     | Mendoza             | Liga Tupungatina de Fútbol                      |
|         |                                                                     |                               |                     |                                                 |
| Zona 6  | Andes Talleres Sport Club                                           | Godoy Cruz                    | Mendoza             | Liga Mendocina de Fútbol                        |
| Zona 6  | Centro Deportivo Rivadavia                                          | Rivadavia                     | Mendoza             | Liga Mendocina de Fútbol                        |
| Zona 6  | Club Social y Deportivo Montecaseros                                | Montecaseros                  | Mendoza             | Liga Rivadaviense de Fútbol                     |
| Zona 6  | Club Social y Deportivo Tres Acequias                               | Medrano                       | Mendoza             | Liga Rivadaviense de Fútbol                     |
|         |                                                                     |                               |                     |                                                 |
| Zona 7  | Club Sportivo 9 de Julio                                            | Río Tercero                   | Córdoba             | Liga Regional Riotercerense de Fútbol           |
| Zona 7  | Asociación Atlética Banda Norte                                     | Río Cuarto                    | Córdoba             | Liga Regional de Fútbol de Río Cuarto           |
| Zona 7  | Club Atlético Las Palmas                                            | Córdoba de la Nueva Andalucía | Córdoba             | Liga Cordobesa de Fútbol                        |
|         |                                                                     |                               |                     |                                                 |
| Zona 8  | Alianza Toro-Everton-Belgrano                                       | Coronel Moldes                | Córdoba             | Liga Regional de Fútbol de Río Cuarto           |
| Zona 8  | Ateneo Vecinos Barrio Argentino                                     | General Cabrera               | Córdoba             | Liga Regional de Fútbol de Río Cuarto           |
| Zona 8  | Club Atlético Aeronáutico Sarmiento                                 | Leones                        | Córdoba             | Liga Bellvillense de Fútbol                     |
| Zona 8  | Complejo Deportivo Teniente Origone                                 | Justiniano Posse              | Córdoba             | Liga Bellvillense de Fútbol                     |
|         |                                                                     |                               |                     |                                                 |
| Zona 9  | Club Central Argentino                                              | La Banda                      | Santiago del Estero | Liga Santiagueña de Fútbol                      |
| Zona 9  | Club Atlético Mitre                                                 | Santiago del Estero           | Santiago del Estero | Liga Santiagueña de Fútbol                      |
| Zona 9  | Club Sportivo Fernández                                             | Fernández                     | Santiago del Estero | Liga Santiagueña de Fútbol                      |
|         |                                                                     |                               |                     |                                                 |
| Zona 10 | Club Atlético Estudiantes                                           | Santiago del Estero           | Santiago del Estero | Liga Santiagueña de Fútbol                      |
| Zona 10 | Club Atlético Sarmiento                                             | La Banda                      | Santiago del Estero | Liga Santiagueña de Fútbol                      |
| Zona 10 | Club Atlético Vélez Sarsfield                                       | La Dársena y San Ramón        | Santiago del Estero | Liga Santiagueña de Fútbol                      |
|         |                                                                     |                               |                     |                                                 |
| Zona 11 | Club Atlético Central Argentino                                     | Herrera                       | Santiago del Estero | Liga Añatuyense de Fútbol                       |
| Zona 11 | Independiente Fútbol Club                                           | Bandera                       | Santiago del Estero | Liga Añatuyense de Fútbol                       |
| Zona 11 | Club Comercio Central Unido                                         | Santiago del Estero           | Santiago del Estero | Liga Santiagueña de Fútbol                      |
|         |                                                                     |                               |                     |                                                 |
| Zona 12 | Club Atlético Los Dorados                                           | Termas de Río Hondo           | Santiago del Estero | Liga Termense de Fútbol                         |
| Zona 12 | Club Atlético San Martín                                            | Termas de Río Hondo           | Santiago del Estero | Liga Termense de Fútbol                         |
| Zona 12 | Club Atlético Talleres                                              | Frías                         | Santiago del Estero | Liga Cultural de Fútbol de Frías                |
| Zona 12 | Club Deportivo Villa Paulina                                        | Frías                         | Santiago del Estero | Liga Cultural de Fútbol de Frías                |
|         |                                                                     |                               |                     |                                                 |
| Zona 13 | Club Atlético Chilecito                                             | Chilecito                     | La Rioja            | Liga Chileciteña de Fútbol                      |
| Zona 13 | Club Atlético Los Chuyos                                            | Chilecito                     | La Rioja            | Liga Chileciteña de Fútbol                      |
| Zona 13 | Club Atlético San Buenaventura                                      | Vichigasta                    | La Rioja            | Liga Chileciteña de Fútbol                      |
| Zona 13 | Club Atlético Unión                                                 | Malligasta                    | La Rioja            | Liga Chileciteña de Fútbol                      |
|         |                                                                     |                               |                     |                                                 |
| Zona 14 | Club Atlético Américo Tesorieri                                     | Ciudad de La Rioja            | La Rioja            | Liga Riojana de Fútbol                          |
| Zona 14 | Andino Sport Club                                                   | Ciudad de La Rioja            | La Rioja            | Liga Riojana de Fútbol                          |
| Zona 14 | Club Defensores de la Boca                                          | Ciudad de La Rioja            | La Rioja            | Liga Riojana de Fútbol                          |
| Zona 14 | Rioja Juniors Fútbol Club                                           | Ciudad de La Rioja            | La Rioja            | Liga Riojana de Fútbol                          |
|         |                                                                     |                               |                     |                                                 |
| Zona 15 | Club Defensores de Esquiú                                           | Fray Mamerto Esquiú           | Catamarca           | Liga Chacarera de Fútbol                        |
| Zona 15 | Club Atlético Rivadavia                                             | Huaco                         | Catamarca           | Liga Andalgalense de Fútbol                     |
| Zona 15 | Club Unión Aconquija                                                | Aconquija                     | Catamarca           | Liga Andalgalense de Fútbol                     |
| Zona 15 | Club Deportivo Social y Cultural San Antonio                        | Belén                         | Catamarca           | Liga Belenista de Fútbol                        |
|         |                                                                     |                               |                     |                                                 |
| Zona 16 | Club Ateneo Mariano Moreno                                          | Villa Dolores                 | Catamarca           | Liga Chacarera de Fútbol                        |
| Zona 16 | Club Sportivo Villa Dolores                                         | Villa Dolores                 | Catamarca           | Liga Chacarera de Fútbol                        |
| Zona 16 | Club Atlético San Lorenzo de Alem                                   | San F. del Valle de Catamarca | Catamarca           | Liga Catamarqueña de fútbol                     |
| Zona 16 | Club Sportivo Villa Cubas                                           | San F. del Valle de Catamarca | Catamarca           | Liga Catamarqueña de fútbol                     |
|         |                                                                     |                               |                     |                                                 |
| Zona 17 | Club Atlético Ñuñorco                                               | Monteros                      | Tucumán             | Liga Tucumana de Fútbol                         |
| Zona 17 | Club Sportivo Alfredo Guzmán                                        | San Miguel de Tucumán         | Tucumán             | Liga Tucumana de Fútbol                         |
| Zona 17 | Club Unión Tranviarios Automotor                                    | San Andrés                    | Tucumán             | Liga Tucumana de Fútbol                         |
|         |                                                                     |                               |                     |                                                 |
| Zona 18 | Club Deportivo Aguilares                                            | Aguilares                     | Tucumán             | Liga Tucumana de Fútbol                         |
| Zona 18 | Club Atlético All Boys                                              | San Miguel de Tucumán         | Tucumán             | Liga Tucumana de Fútbol                         |
| Zona 18 | Club Atlético San Fernando                                          | Ingenio Leales                | Tucumán             | Liga Tucumana de Fútbol                         |
| Zona 18 | Club Social y Deportivo San Jorge                                   | San Andrés                    | Tucumán             | Liga Tucumana de Fútbol                         |
|         |                                                                     |                               |                     |                                                 |
| Zona 19 | Club Unión Correos Castellanos                                      | Salta                         | Salta               | Liga Salteña de Fútbol                          |
| Zona 19 | Club Deportivo Villa San Antonio                                    | Salta                         | Salta               | Liga Salteña de Fútbol                          |
| Zona 19 | Club Sportivo El Carril                                             | El Carril                     | Salta               | Liga de Fútbol del Valle de Lerma               |
| Zona 19 | Club Atlético Redes de la Patria                                    | El Bordo                      | Salta               | Liga Güemense de Fútbol                         |
|         |                                                                     |                               |                     |                                                 |
| Zona 20 | Club Social y Deportivo Atlas                                       | Salta                         | Salta               | Liga Salteña de fútbol                          |
| Zona 20 | Club Central Norte Argentino                                        | San José de Metán             | Salta               | Liga Metanense de Fútbol                        |
| Zona 20 | Club Atlético Chicoana                                              | Chicoana                      | Salta               | Liga de Fútbol del Valle de Lerma               |
| Zona 20 | Club Sportivo San Antonio                                           | San Antonio                   | Jujuy               | Liga Departamental del Fútbol de El Carmen      |
|         |                                                                     |                               |                     |                                                 |
| Zona 21 | Club Juventud Unida                                                 | Rosario de Lerma              | Salta               | Liga de Fútbol del Valle de Lerma               |
| Zona 21 | Club Deportivo La Florida                                           | Cafayate                      | Salta               | Liga Calchaquí de Fútbol                        |
| Zona 21 | Club Deportivo y Social Rivadavia                                   | Cafayate                      | Salta               | Liga Calchaquí de Fútbol                        |
| Zona 21 | Club Social y Deportivo San Isidro                                  | Cafayate                      | Salta               | Liga Calchaquí de Fútbol                        |
|         |                                                                     |                               |                     |                                                 |
| Zona 22 | Club Deportivo Río Dorado                                           | Apolinario Saravia            | Salta               | Liga Anteña de Fútbol                           |
| Zona 22 | Club Deportivo San Antonio                                          | Las Lajitas                   | Salta               | Liga Anteña de Fútbol                           |
| Zona 22 | Club Deportivo Estrella                                             | Taco Pozo                     | Chaco               | Liga Anteña de Fútbol                           |
| Zona 22 | Club Deportivo Taco Pozo                                            | Taco Pozo                     | Chaco               | Liga Anteña de Fútbol                           |
|         |                                                                     |                               |                     |                                                 |
| Zona 23 | Club Sportivo Ferrocarril General Belgrano                          | Rosario de la Frontera        | Salta               | Liga de Fútbol de Rosario de la Frontera        |
| Zona 23 | Centro Social Cultural y Atlético Vialidad                          | Rosario de la Frontera        | Salta               | Liga de Fútbol de Rosario de la Frontera        |
| Zona 23 | Club Deportivo Talleres                                             | San José de Metán             | Salta               | Liga Metanense de Fútbol                        |
| Zona 23 | Club Atlético Unión Güemes                                          | General Güemes                | Salta               | Liga Güemense de Fútbol                         |
|         |                                                                     |                               |                     |                                                 |
| Zona 24 | Club Atlético General Pizarro                                       | San Ramón de la Nueva Orán    | Salta               | Liga Regional de Fútbol del Bermejo             |
| Zona 24 | Club de Gimnasia y Tiro                                             | San Ramón de la Nueva Orán    | Salta               | Liga Regional de Fútbol del Bermejo             |
| Zona 24 | Club Atlético Newell's Old Boys                                     | Tartagal                      | Salta               | Liga Departamental de Fútbol General San Martín |
| Zona 24 | Club Unión Calilegua                                                | Calilegua                     | Jujuy               | Liga Regional Jujeña de Fútbol                  |
|         |                                                                     |                               |                     |                                                 |
| Zona 25 | Centro Cultural y Deportivo Ingeniero Herminio Arrieta              | Libertador Gral. San Martín   | Jujuy               | Liga Jujeña de Fútbol                           |
| Zona 25 | Club Atlético River Plate                                           | Embarcación                   | Salta               | Liga Regional de Fútbol del Bermejo             |
| Zona 25 | Club Unión Urundel                                                  | Urundel                       | Salta               | Liga Regional de Fútbol del Bermejo             |
| Zona 25 | Club Deportivo Unión Madereros                                      | General Mosconi               | Salta               | Liga Departamental de Fútbol General San Martín |
|         |                                                                     |                               |                     |                                                 |
| Zona 26 | Asociación Cultural y Deportiva Altos Hornos Zapla                  | Palpalá                       | Jujuy               | Liga Jujeña de Fútbol                           |
| Zona 26 | Club Atlético El Carmen                                             | El Carmen                     | Jujuy               | Liga Departamental de Fútbol de El Carmen       |
| Zona 26 | Club Atlético El Polo                                               | La Esperanza                  | Jujuy               | Liga Regional Jujeña de Fútbol                  |
| Zona 26 | Club Sportivo Libertad                                              | La Quiaca                     | Jujuy               | Liga Puneña de Fútbol                           |
|         |                                                                     |                               |                     |                                                 |
| Zona 27 | Club Atlético Argentino                                             | La Quiaca                     | Jujuy               | Liga Puneña de Fútbol                           |
| Zona 27 | Club Atlético General Lavalle                                       | San Salvador de Jujuy         | Jujuy               | Liga Jujeña de Fútbol                           |
| Zona 27 | Club Atlético Monterrico San Vicente                                | Monterrico                    | Jujuy               | Liga Departamental de Fútbol de El Carmen       |
| Zona 27 | Club Sociedad de Tiro y Gimnasia                                    | San Pedro de Jujuy            | Jujuy               | Liga Regional Jujeña de Fútbol                  |
|         |                                                                     |                               |                     |                                                 |
| Zona 28 | Club Atlético América                                               | General José de San Martín    | Chaco               | Liga de Fútbol del Norte                        |
| Zona 28 | Club Sportivo Zapallar                                              | General José de San Martín    | Chaco               | Liga de Fútbol del Norte                        |
| Zona 28 | Club Sportivo, Social y Cultural Defensores del Rosario             | Formosa                       | Formosa             | Liga Formoseña de Fútbol                        |
| Zona 28 | Club Sol de América                                                 | Formosa                       | Formosa             | Liga Formoseña de Fútbol                        |
|         |                                                                     |                               |                     |                                                 |
| Zona 29 | Club Sportivo, Social y Cultural Chacra 8                           | Formosa                       | Formosa             | Liga Formoseña de Fútbol                        |
| Zona 29 | Club Social y Deportivo Defensa y Justicia                          | Formosa                       | Formosa             | Liga Formoseña de Fútbol                        |
| Zona 29 | Club Atlético Sol de Mayo                                           | Formosa                       | Formosa             | Liga Formoseña de Fútbol                        |
| Zona 29 | Club Deportivo Tablita                                              | Pirané                        | Formosa             | Liga Piranense de Fútbol                        |
|         |                                                                     |                               |                     |                                                 |
| Zona 30 | Club Social y Deportivo 9 de Julio                                  | Clorinda                      | Formosa             | Liga Clorindense de Fútbol                      |
| Zona 30 | Club Sportivo y Social Juventud                                     | Ibarreta                      | Formosa             | Liga de Fútbol del Centro                       |
| Zona 30 | Club Atlético Libertad                                              | Ibarreta                      | Formosa             | Liga de Fútbol del Centro                       |
| Zona 30 | Club Atlético Laguna Blanca                                         | Laguna Blanca                 | Formosa             | Liga de Fútbol de Laguna Blanca                 |
|         |                                                                     |                               |                     |                                                 |
| Zona 31 | Club Atlético Atalaya                                               | General Pinedo                | Chaco               | Liga de Fútbol del Noroeste Chaqueño            |
| Zona 31 | Asociación Civil Juventud Agraria Cooperativista                    | Charata                       | Chaco               | Liga de Fútbol del Noroeste Chaqueño            |
| Zona 31 | Club Atlético Centro Avia Terai                                     | Avia Terai                    | Chaco               | Liga Saenzpeñense de Fútbol                     |
| Zona 31 | Club Deportivo Comercio                                             | Santa Sylvina                 | Chaco               | Asociación de Fútbol del Oeste Chaqueño         |
|         |                                                                     |                               |                     |                                                 |
| Zona 32 | Club Atlético Colonia Brandsen                                      | Presidencia de la Plaza       | Chaco               | Liga Regional de Fútbol de Machagai             |
| Zona 32 | Club Social y Deportivo Las Garcitas                                | Las Garcitas                  | Chaco               | Liga Regional de Fútbol de Machagai             |
| Zona 32 | Club Social Cultural y Deportivo San Martín                         | Margarita Belén               | Chaco               | Liga Chaqueña de Fútbol                         |
| Zona 32 | Club Atlético Sarmiento                                             | Ciudad de Resistencia         | Chaco               | Liga Chaqueña de Fútbol                         |
|         |                                                                     |                               |                     |                                                 |
| Zona 33 | Club Atlético Resistencia Central                                   | Ciudad de Resistencia         | Chaco               | Liga Chaqueña de Fútbol                         |
| Zona 33 | Club Atlético Villa Alvear                                          | Ciudad de Resistencia         | Chaco               | Liga Chaqueña de Fútbol                         |
| Zona 33 | Nuevo Club Social de Quitilipi                                      | Quitilipi                     | Chaco               | Liga Quitilipense de Fútbol                     |
| Zona 33 | Club Social y Deportivo Unión                                       | Machagai                      | Chaco               | Liga Regional de Fútbol                         |
|         |                                                                     |                               |                     |                                                 |
| Zona 34 | Centro Juvenil Agrario                                              | Santa Sylvina                 | Chaco               | Asociación de Fútbol del Oeste Chaqueño         |
| Zona 34 | Club Atlético Central Norte                                         | Concepción del Bermejo        | Chaco               | Liga Saenzpeñense de fútbol                     |
| Zona 34 | Club Atlético San Lorenzo                                           | Presidencia Roque Sáenz Peña  | Chaco               | Liga Saenzpeñense de fútbol                     |
| Zona 34 | Club Deportivo y Social Cooperativa Las Breñas                      | Las Breñas                    | Chaco               | Liga de Fútbol del Noroeste Chaqueño            |
|         |                                                                     |                               |                     |                                                 |
| Zona 35 | Club Atlético Bartolomé Mitre                                       | Posadas                       | Misiones            | Liga Posadeña de Fútbol                         |
| Zona 35 | Club Social y Deportivo El Brete                                    | Posadas                       | Misiones            | Liga Posadeña de Fútbol                         |
| Zona 35 | Club Atlético y Social Tuyuti                                       | Apóstoles                     | Misiones            | Liga Apostoleña de Fútbol                       |
| Zona 35 | Club Deportivo Vicov                                                | Eldorado                      | Misiones            | Liga de Fútbol de Eldorado                      |
|         |                                                                     |                               |                     |                                                 |
| Zona 36 | Club Deportivo Jorge Gibson Brown                                   | Posadas                       | Misiones            | Liga Posadeña de Fútbol                         |
| Zona 36 | Asociación de Clubes Mado-Delicia                                   | Mado y Delicia                | Misiones            | Liga de Fútbol de Eldorado                      |
| Zona 36 | Club Atlético Oberá                                                 | Oberá                         | Misiones            | Liga Regional Obereña de Fútbol                 |
| Zona 36 | Club Deportivo Yerbatero                                            | Apóstoles                     | Misiones            | Liga Apostoleña de Fútbol                       |
|         |                                                                     |                               |                     |                                                 |
| Zona 37 | Club Deportivo Curupay                                              | Ciudad de Corrientes          | Corrientes          | Liga Correntina de Fútbol                       |
| Zona 37 | Club Atlético Huracán Corrientes                                    | Ciudad de Corrientes          | Corrientes          | Liga Correntina de Fútbol                       |
| Zona 37 | Club Social, Cultural y Deportivo Puente Seco                       | Paso de los Libres            | Corrientes          | Liga Libreña de Fútbol                          |
|         |                                                                     |                               |                     |                                                 |
| Zona 38 | Club Atlético Caballú                                               | La Paz                        | Entre Ríos          | Liga Paceña de Fútbol                           |
| Zona 38 | Club Deportivo Comunicaciones                                       | San José de Feliciano         | Entre Ríos          | Liga Felicianense de Fútbol                     |
| Zona 38 | Club Atlético Central Goya                                          | Goya                          | Corrientes          | Liga Goyana de Fútbol                           |
| Zona 38 | Club Atlético Santa Rita                                            | Esquina                       | Corrientes          | Liga Esquinense de Fútbol                       |
|         |                                                                     |                               |                     |                                                 |
| Zona 39 | Club Atlético Cambacuá                                              | Santa Elena                   | Entre Ríos          | Liga Santaelenense de Fútbol                    |
| Zona 39 | Club Juventud Sarmiento                                             | Hasenkamp                     | Entre Ríos          | Liga de Fútbol de Paraná Campaña                |
| Zona 39 | Club Deportivo 25 de Mayo                                           | Victoria                      | Entre Ríos          | Liga Victoriense de Fútbol                      |
|         |                                                                     |                               |                     |                                                 |
| Zona 40 | Club Social y Deportivo Achirense                                   | Colonia Las Achiras           | Entre Ríos          | Liga Departamental de Fútbol de Colón           |
| Zona 40 | Club Social y Deportivo La Bianca                                   | Concordia                     | Entre Ríos          | Liga Concordiense de Fútbol                     |
| Zona 40 | Club Atlético Salto Grande                                          | Concordia                     | Entre Ríos          | Liga Concordiense de Fútbol                     |
|         |                                                                     |                               |                     |                                                 |
| Zona 41 | Club Atlético Campito                                               | Colón                         | Entre Ríos          | Liga Departamental de Fútbol de Colón           |
| Zona 41 | Club Social y Deportivo Ñapindá                                     | Colón                         | Entre Ríos          | Liga Departamental de Fútbol de Colón           |
| Zona 41 | Club Central Entrerriano                                            | Gualeguaychú                  | Entre Ríos          | Liga Departamental de Fútbol de Gualeguaychú    |
|         |                                                                     |                               |                     |                                                 |
| Zona 42 | Club Defensores de Pronunciamiento                                  | Pronunciamiento               | Entre Ríos          | Liga Departamental de Fútbol de Colón           |
| Zona 42 | Club Atlético Rivadavia                                             | Concepción del Uruguay        | Entre Ríos          | Liga de Fútbol de Concepción del Uruguay        |
| Zona 42 | Club Atlético Uruguay                                               | Concepción del Uruguay        | Entre Ríos          | Liga de Fútbol de Concepción del Uruguay        |
|         |                                                                     |                               |                     |                                                 |
| Zona 43 | Club Atlético Belgrano                                              | Paraná                        | Entre Ríos          | Liga Paranaense de Fútbol                       |
| Zona 43 | Club Atlético Paraná                                                | Paraná                        | Entre Ríos          | Liga Paranaense de Fútbol                       |
| Zona 43 | Club Atlético Sarmiento                                             | Crespo                        | Entre Ríos          | Liga Paranaense de Fútbol                       |
| Zona 43 | Club Colón de San Justo                                             | San Justo                     | Santa Fe            | Liga Santafesina de Fútbol                      |
|         |                                                                     |                               |                     |                                                 |
| Zona 44 | Club Atlético Adelante Reconquista                                  | Reconquista                   | Santa Fe            | Liga Reconquistense de Fútbol                   |
| Zona 44 | Racing Club de Reconquista                                          | Reconquista                   | Santa Fe            | Liga Reconquistense de Fútbol                   |
| Zona 44 | Huracán Fútbol Club                                                 | Villa Ocampo                  | Santa Fe            | Liga Ocampense de Fútbol                        |
| Zona 44 | Club Atlético Ocampo Fábrica                                        | Villa Ocampo                  | Santa Fe            | Liga Ocampense de Fútbol                        |
|         |                                                                     |                               |                     |                                                 |
| Zona 45 | Club Atlético La Emilia Mutual y Social                             | San Jorge                     | Santa Fe            | Liga Departamental de Fútbol San Martín         |
| Zona 45 | Club Atlético Libertad                                              | San Jerónimo Norte            | Santa Fe            | Liga Esperancina de Fútbol                      |
| Zona 45 | Club Atlético Pilar                                                 | Pilar                         | Santa Fe            | Liga Esperancina de Fútbol                      |
|         |                                                                     |                               |                     |                                                 |
| Zona 46 | Argentino Atlético Club                                             | Las Parejas                   | Santa Fe            | Liga Cañadense de Fútbol                        |
| Zona 46 | Club Atlético y Biblioteca Campaña                                  | Carcarañá                     | Santa Fe            | Liga Cañadense de Fútbol                        |
| Zona 46 | Club Atlético Argentino de San Carlos                               | San Carlos Centro             | Santa Fe            | Liga Santafesina de Fútbol                      |
| Zona 46 | Santa Fe Fútbol Club                                                | Santa Fe de la Veracruz       | Santa Fe            | Liga Santafesina de Fútbol                      |
|         |                                                                     |                               |                     |                                                 |
| Zona 47 | Club Atlético Aprendices Casildenses                                | Casilda                       | Santa Fe            | Liga Casildense de Fútbol                       |
| Zona 47 | Club Atlético Jorge Newbery                                         | Venado Tuerto                 | Santa Fe            | Liga Venadense de Fútbol                        |
| Zona 47 | Club Sportivo Bernardino Rivadavia                                  | Venado Tuerto                 | Santa Fe            | Liga Venadense de Fútbol                        |
|         |                                                                     |                               |                     |                                                 |
| Zona 48 | Club del Ateneo Juvenil Pablo VI                                    | Rosario                       | Santa Fe            | Asociación Rosarina de Fútbol                   |
| Zona 48 | Club Atlético Coronel Aguirre                                       | Villa Gobernador Gálvez       | Santa Fe            | Asociación Rosarina de Fútbol                   |
| Zona 48 | Club Sportivo Juventud Pueyrredón                                   | Venado Tuerto                 | Santa Fe            | Liga Venadense de Fútbol                        |
| Zona 48 | Club Atlético Porvenir Talleres                                     | Villa Constitución            | Santa Fe            | Liga de Fútbol Regional del Sud                 |
|         |                                                                     |                               |                     |                                                 |
| Zona 49 | Club Atlético y Social Los Andes                                    | Villa Ramallo                 | Buenos Aires        | Liga Nicoleña de Fútbol                         |
| Zona 49 | Club de Regatas San Nicolás                                         | San Nicolás de los Arroyos    | Buenos Aires        | Liga Nicoleña de Fútbol                         |
| Zona 49 | Arroyo Seco Athletic Club                                           | Arroyo Seco                   | Santa Fe            | Liga de Fútbol Regional del Sud                 |
| Zona 49 | Club Atlético Unión                                                 | Arroyo Seco                   | Santa Fe            | Liga de Fútbol Regional del Sud                 |
|         |                                                                     |                               |                     |                                                 |
| Zona 50 | Club Atlético Argentino                                             | Pergamino                     | Buenos Aires        | Liga de Fútbol de Pergamino                     |
| Zona 50 | Club Atlético River Plate                                           | Pergamino                     | Buenos Aires        | Liga de Fútbol de Pergamino                     |
| Zona 50 | Argentino Oeste Fútbol Club                                         | San Nicolás de los Arroyos    | Buenos Aires        | Liga Nicoleña de Fútbol                         |
| Zona 50 | General Rojo Unión Deportiva                                        | General Rojo                  | Buenos Aires        | Liga Nicoleña de Fútbol                         |
|         |                                                                     |                               |                     |                                                 |
| Zona 51 | Club Sportivo Baradero                                              | Baradero                      | Buenos Aires        | Liga de Fútbol de Baradero                      |
| Zona 51 | Independencia Fútbol Club                                           | San Pedro                     | Buenos Aires        | Liga Deportiva Sampedrina                       |
| Zona 51 | Lima Football Club                                                  | Lima                          | Buenos Aires        | Liga Zarateña de Fútbol                         |
| Zona 51 | Club Atlético Obras Sanitarias                                      | Arrecifes                     | Buenos Aires        | Liga de Fútbol de Arrecifes                     |
|         |                                                                     |                               |                     |                                                 |
| Zona 52 | Club Atlético Compañía General                                      | Salto                         | Buenos Aires        | Liga de Fútbol de Salto                         |
| Zona 52 | Club Sports Salto                                                   | Salto                         | Buenos Aires        | Liga de Fútbol de Salto                         |
| Zona 52 | Porteño Fútbol Club                                                 | Colón                         | Buenos Aires        | Liga Deportiva de Colón                         |
| Zona 52 | Racing Club de Colón                                                | Colón                         | Buenos Aires        | Liga Deportiva de Colón                         |
|         |                                                                     |                               |                     |                                                 |
| Zona 53 | Club Atlético Buenos Aires al Pacífico                              | Junín                         | Buenos Aires        | Liga Deportiva del Oeste                        |
| Zona 53 | Club Jorge Newbery                                                  | Junín                         | Buenos Aires        | Liga Deportiva del Oeste                        |
| Zona 53 | Club Atlético Villa Belgrano                                        | Junín                         | Buenos Aires        | Liga Deportiva del Oeste                        |
|         |                                                                     |                               |                     |                                                 |
| Zona 54 | Club Social y Deportivo Ascensión                                   | Ascensión                     | Buenos Aires        | Liga Deportiva de General Arenales              |
| Zona 54 | Origone Fútbol Club                                                 | Agustín Roca                  | Buenos Aires        | Liga Deportiva del Oeste                        |
| Zona 54 | Club Atlético Rivadavia                                             | Junín                         | Buenos Aires        | Liga Deportiva del Oeste                        |
|         |                                                                     |                               |                     |                                                 |
| Zona 55 | Club Deportivo y Social 9 de Julio                                  | Chacabuco                     | Buenos Aires        | Liga Deportiva de Chacabuco                     |
| Zona 55 | Club Atlético San Martín                                            | Chacabuco                     | Buenos Aires        | Liga Deportiva de Chacabuco                     |
| Zona 55 | Club Social y Deportivo San Lorenzo                                 | Alberti                       | Buenos Aires        | Liga Albertina de Fútbol                        |
|         |                                                                     |                               |                     |                                                 |
| Zona 56 | Cruzados Fútbol Club                                                | Mercedes                      | Buenos Aires        | Liga Mercedina de Fútbol                        |
| Zona 56 | Club Atlético Estudiantes                                           | Mercedes                      | Buenos Aires        | Liga Mercedina de Fútbol                        |
| Zona 56 | Club Mercedes                                                       | Mercedes                      | Buenos Aires        | Liga Mercedina de Fútbol                        |
| Zona 56 | Club Social, Atlético y Cultural Florencio Varela                   | Chivilcoy                     | Buenos Aires        | Liga Chivilcoyana de Fútbol                     |
|         |                                                                     |                               |                     |                                                 |
| Zona 57 | Club Atlético Independiente                                         | Chivilcoy                     | Buenos Aires        | Liga Chivilcoyana de Fútbol                     |
| Zona 57 | Club Atlético Las Campanas                                          | Campana                       | Buenos Aires        | Liga Campanense de Fútbol                       |
| Zona 57 | Asociación Mutual Unión Tranviaria Automotor                        | Moreno                        | Buenos Aires        | Liga Lujanense de Fútbol                        |
| Zona 57 | Pilar Fútbol Club                                                   | Pilar                         | Buenos Aires        | Liga Escobarense de Fútbol                      |
|         |                                                                     |                               |                     |                                                 |
| Zona 58 | Club Atlético, Social y Deportivo Camioneros                        | General Rodríguez             | Buenos Aires        | Liga Lujanense de Fútbol                        |
| Zona 58 | Cefalier Fútbol Club                                                | José C. Paz                   | Buenos Aires        | Liga Escobarense de Fútbol                      |
| Zona 58 | Club Náutico Hacoaj                                                 | Tigre                         | Buenos Aires        | Liga Escobarense de Fútbol                      |
| Zona 58 | Club Sporting La Fueguina                                           | Campana                       | Buenos Aires        | Liga Campanense de Fútbol                       |
|         |                                                                     |                               |                     |                                                 |
| Zona 59 | Asociación Civil Club Deportivo Coreano                             | Lobos                         | Buenos Aires        | Liga Lobense de Fútbol                          |
| Zona 59 | Club Social, Cultural y Deportivo For Ever                          | La Plata                      | Buenos Aires        | Liga Amateur Platense de Fútbol                 |
| Zona 59 | Club Atlético Ranchos                                               | Ranchos                       | Buenos Aires        | Liga Chascomunense de Fútbol                    |
| Zona 59 | Club Atlético Sarmiento                                             | Roque Pérez                   | Buenos Aires        | Liga Deportiva de Roque Pérez                   |
|         |                                                                     |                               |                     |                                                 |
| Zona 60 | Club Atlético Curuzú Cuatiá                                         | Villa Elisa                   | Buenos Aires        | Liga Amateur Platense de Fútbol                 |
| Zona 60 | Club Everton                                                        | La Plata                      | Buenos Aires        | Liga Amateur Platense de Fútbol                 |
| Zona 60 | Lobos Athletic Club                                                 | Lobos                         | Buenos Aires        | Liga Lobense de Fútbol                          |
| Zona 60 | Club Atlético San Miguel                                            | General Las Heras             | Buenos Aires        | Liga Lobense de Fútbol                          |
|         |                                                                     |                               |                     |                                                 |
| Zona 61 | Club Atlético Ever Ready                                            | Dolores                       | Buenos Aires        | Liga Dolorense de Fútbol                        |
| Zona 61 | Club Social y Deportivo Domingo Faustino Sarmiento                  | Dolores                       | Buenos Aires        | Liga Dolorense de Fútbol                        |
| Zona 61 | Club Social y Deportivo Juventud Unida                              | Verónica                      | Buenos Aires        | Liga Chascomunense de Fútbol                    |
| Zona 61 | Club Atlético Tiro Federal                                          | Chascomús                     | Buenos Aires        | Liga Chascomunense de Fútbol                    |
|         |                                                                     |                               |                     |                                                 |
| Zona 62 | Fusión Atlético-Defensores                                          | Ayacucho                      | Buenos Aires        | Liga Ayacuchense de Fútbol                      |
| Zona 62 | Club Atlético Sarmiento                                             | Ayacucho                      | Buenos Aires        | Liga Ayacuchense de Fútbol                      |
| Zona 62 | Club Social, Cultural y Deportivo Mar Del Tuyú                      | Mar del Tuyú                  | Buenos Aires        | Liga de Fútbol del Partido de la Costa          |
| Zona 62 | Club Social y Deportivo Pinamar                                     | Pinamar                       | Buenos Aires        | Liga Madariaguense de Fútbol                    |
|         |                                                                     |                               |                     |                                                 |
| Zona 63 | Club Atlético Argentinos                                            | Veinticinco de mayo           | Buenos Aires        | Liga Veinticinqueña de Fútbol                   |
| Zona 63 | Club Atlético Defensores de Plaza España                            | Veinticinco de mayo           | Buenos Aires        | Liga Veinticinqueña de Fútbol                   |
| Zona 63 | Club Atlético Argentino                                             | Saladillo                     | Buenos Aires        | Liga Deportiva de Saladillo                     |
| Zona 63 | Club Juventud Deportiva                                             | Las Flores                    | Buenos Aires        | Liga de Fútbol de Las Flores                    |
|         |                                                                     |                               |                     |                                                 |
| Zona 64 | Club Atlético Defensores de la Boca                                 | 9 de Julio                    | Buenos Aires        | Liga Nuevejuliense de Fútbol                    |
| Zona 64 | Club Atlético Once Tigres                                           | 9 de Julio                    | Buenos Aires        | Liga Nuevejuliense de Fútbol                    |
| Zona 64 | Club Atlético Naón                                                  | Carlos María Naón             | Buenos Aires        | Liga Nuevejuliense de Fútbol                    |
|         |                                                                     |                               |                     |                                                 |
| Zona 65 | Chacarita Juniors Foot Ball Club                                    | Azul                          | Buenos Aires        | Liga de Fútbol de Azul                          |
| Zona 65 | Club Sportivo Piazza                                                | Azul                          | Buenos Aires        | Liga de Fútbol de Azul                          |
| Zona 65 | Club Atlético Estudiantes                                           | Olavarría                     | Buenos Aires        | Liga de Fútbol de Olavarría                     |
| Zona 65 | Club Atlético Jorge Newbery                                         | Laprida                       | Buenos Aires        | Liga Lapridense de Fútbol                       |
|         |                                                                     |                               |                     |                                                 |
| Zona 66 | Club Atlético Cadetes de San Martín                                 | Mar del Plata                 | Buenos Aires        | Liga Marplatense de Fútbol                      |
| Zona 66 | Club Defensores de Villa Aguirre                                    | Tandil                        | Buenos Aires        | Liga Tandilense de Fútbol                       |
| Zona 66 | Racing Fútbol Club Balcarce                                         | Balcarce                      | Buenos Aires        | Liga Balcarceña de Fútbol                       |
| Zona 66 | Club Atlético Rivadavia                                             | Necochea                      | Buenos Aires        | Liga Necochense de Fútbol                       |
|         |                                                                     |                               |                     |                                                 |
| Zona 67 | Club Social y Deportivo Villa del Parque                            | Necochea                      | Buenos Aires        | Liga Necochense de Fútbol                       |
| Zona 67 | Jorge Newbery Foot-Ball Club                                        | Lobería                       | Buenos Aires        | Liga Necochense de Fútbol                       |
| Zona 67 | Club Atlético y Recreativo Progreso                                 | El Perdido                    | Buenos Aires        | Liga de Fútbol de Coronel Dorrego               |
|         |                                                                     |                               |                     |                                                 |
| Zona 68 | Club Deportivo Barrio Alegre                                        | Trenque Lauquen               | Buenos Aires        | Liga Trenquelauquense de Fútbol                 |
| Zona 68 | Club Atlético Trenque Lauquen                                       | Trenque Lauquen               | Buenos Aires        | Liga Trenquelauquense de Fútbol                 |
| Zona 68 | Club Atlético Mones Cazón                                           | Mones Cazón                   | Buenos Aires        | Liga Pehuajense de Fútbol                       |
|         |                                                                     |                               |                     |                                                 |
| Zona 69 | Club Social y Deportivo Tres Algarrobos                             | Tres Algarrobos               | Buenos Aires        | Liga de Fútbol del Oeste                        |
| Zona 69 | Fútbol Club Tres Algarrobos                                         | Tres Algarrobos               | Buenos Aires        | Liga de Fútbol del Oeste                        |
| Zona 69 | Club Eclipse                                                        | General Villegas              | Buenos Aires        | Liga de Fútbol de General Villegas              |
| Zona 69 | Club Atlético Villegas                                              | General Villegas              | Buenos Aires        | Liga de Fútbol de General Villegas              |
|         |                                                                     |                               |                     |                                                 |
| Zona 70 | Club Atlético Barrio Norte                                          | América                       | Buenos Aires        | Liga de Fútbol de General Villegas              |
| Zona 70 | Alvear Foot-Ball Club                                               | Intendente Alvear             | La Pampa            | Liga Pampeana de Fútbol                         |
| Zona 70 | Club Ferro Carril Oeste                                             | General Pico                  | La Pampa            | Liga Pampeana de Fútbol                         |
|         |                                                                     |                               |                     |                                                 |
| Zona 71 | Club Atlético Maronese                                              | Neuquén                       | Neuquén             | Liga de Fútbol del Neuquén                      |
| Zona 71 | Club Social y Deportivo Petrolero Argentino                         | Plaza Huincul                 | Neuquén             | Liga de Fútbol del Neuquén                      |
| Zona 71 | Unión Alem Progresista                                              | Allen                         | Río Negro           | Liga Deportiva Confluencia                      |
| Zona 71 | Club Atlético Regina                                                | Villa Regina                  | Río Negro           | Liga Deportiva Confluencia                      |
|         |                                                                     |                               |                     |                                                 |
| Zona 72 | Club Deportivo Independiente                                        | Río Colorado                  | Río Negro           | Liga de Fútbol de Río Colorado                  |
| Zona 72 | Club Sportivo Ferrocarril                                           | San Antonio Oeste             | Río Negro           | Liga Rionegrina de Fútbol                       |
| Zona 72 | Asociación Deportiva Saltense                                       | Cinco Saltos                  | Río Negro           | Liga Deportiva Confluencia                      |
| Zona 72 | Club Atlético Sportsman                                             | Choele Choel                  | Río Negro           | Liga Regional de Fútbol Avellaneda              |
|         |                                                                     |                               |                     |                                                 |
| Zona 73 | Club Atlético Defensores de Buena Parada                            | Río Colorado                  | Río Negro           | Liga de Fútbol de Río Colorado                  |
| Zona 73 | Club Social y Deportivo Lavalle                                     | Viedma                        | Río Negro           | Liga Rionegrina de Fútbol                       |
| Zona 73 | Club Social y Deportivo Patagones                                   | Carmen de Patagones           | Buenos Aires        | Liga Rionegrina de Fútbol                       |
|         |                                                                     |                               |                     |                                                 |
| Zona 74 | Club Atlético Defensores de la Ribera                               | Rawson                        | Chubut              | Liga de Fútbol Valle del Chubut                 |
| Zona 74 | Asociación Civil Racing Club                                        | Trelew                        | Chubut              | Liga de Fútbol Valle del Chubut                 |
| Zona 74 | Club Social y Cultural General San Martín                           | Esquel                        | Chubut              | Liga de Fútbol del Oeste del Chubut             |
| Zona 74 | Club Social Deportivo y Cultural Gualjaina                          | Gualjaina                     | Chubut              | Liga de Fútbol del Oeste del Chubut             |
|         |                                                                     |                               |                     |                                                 |
| Zona 75 | Club Deportivo Estudiantes Unidos                                   | Bariloche                     | Río Negro           | Liga de Fútbol de Bariloche                     |
| Zona 75 | Club Atlético Independiente                                         | Bariloche                     | Río Negro           | Liga de Fútbol de Bariloche                     |
| Zona 75 | San Cayetano Dervi Club                                             | Bariloche                     | Río Negro           | Liga de Fútbol de Bariloche                     |
| Zona 75 | Asociación Tiro Federal Argentino Huahuel Niyeo                     | Ingeniero Jacobacci           | Río Negro           | Liga Rionegrina de Fútbol                       |
|         |                                                                     |                               |                     |                                                 |
| Zona 76 | Club Atlético Jorge Newbery                                         | Comodoro Rivadavia            | Chubut              | Liga de Fútbol de Comodoro Rivadavia            |
| Zona 76 | Catamarca Fútbol Club                                               | Caleta Olivia                 | Santa Cruz          | Liga de Fútbol Norte de Santa Cruz              |
| Zona 76 | Club Atlético Social y Deportivo Estrella Norte                     | Caleta Olivia                 | Santa Cruz          | Liga de Fútbol Norte de Santa Cruz              |
| Zona 76 | Club Atlético Santa Cruz                                            | Puerto Santa Cruz             | Santa Cruz          | Liga de Fútbol Centro de Santa Cruz             |
|         |                                                                     |                               |                     |                                                 |
| Zona 77 | Asociación Atlético Boxing Club                                     | Río Gallegos                  | Santa Cruz          | Liga de Fútbol Sur de Santa Cruz                |
| Zona 77 | Club Social y Deportivo Defensores del Carmen                       | Río Gallegos                  | Santa Cruz          | Liga de Fútbol Sur de Santa Cruz                |
| Zona 77 | Club Social y Deportivo Ferrocarril YCF                             | Río Gallegos                  | Santa Cruz          | Liga de Fútbol Sur de Santa Cruz                |
| Zona 77 | Club Sportivo Santa Cruz                                            | Puerto Santa Cruz             | Santa Cruz          | Liga de Fútbol Centro de Santa Cruz             |
|         |                                                                     |                               |                     |                                                 |
| Zona 78 | Club Deportivo Estrella Austral                                     | Río Grande                    | Tierra del Fuego    | Liga Oficial de fútbol Río Grande               |
| Zona 78 | Club Atlético Real Madrid                                           | Río Grande                    | Tierra del Fuego    | Liga Oficial de fútbol Río Grande               |
| Zona 78 | Club Atlético Los Andes Juniors                                     | Ushuaia                       | Tierra del Fuego    | Liga Ushuaiense de Fútbol                       |
| Zona 78 | Asociación Civil Cultural y Deportiva Los Cuervos del Fin del Mundo | Ushuaia                       | Tierra del Fuego    | Liga Ushuaiense de Fútbol                       |

## Fase de grupos

### Clasificados a la Segunda Ronda
| 1  | Club Sportivo Estudiantes (VM)                         | Asociación Cultural y Deportiva Altos Hornos Zapla      | Independencia Fútbol Club                         |
| 2  | Club Alianza Futbolística                              | Club Atlético El Carmen                                 | Club Sports Salto                                 |
| 3  | Club Social y Deportivo San Antonio (EG)               | Club Atlético El Polo                                   | Racing Club de Colón                              |
| 4  | Club Deportivo La Punta                                | Club Atlético Monterrico San Vicente                    | Club Atlético Compañía General                    |
| 5  | Club Sportivo Mercedes (VM)                            | Club Sociedad de Tiro y Gimnasia                        | Club Jorge Newbery (J)                            |
| 6  | Club Huracán (SR)                                      | Club Atlético General Lavalle                           | Club Atlético Villa Belgrano                      |
| 7  | Gutiérrez Sport Club                                   | Club Sol de América                                     | Club Social y Deportivo Ascensión                 |
| 8  | Sport Club Pacífico                                    | Club Sportivo, Social y Cultural Defensores del Rosario | Club Atlético Rivadavia (J)                       |
| 9  | Club Sportivo Chilecito (M)                            | Club Sportivo, Social y Cultural Chacra 8               | Club Deportivo y Social 9 de Julio (Cha)          |
| 10 | Club Sportivo La Consulta                              | Club Atlético Sol de Mayo                               | Club Atlético San Martín (Cha)                    |
| 11 | Club Independiente Sportivo Las Rosas                  | Club Social y Deportivo 9 de Julio (C)                  | Club Mercedes                                     |
| 12 | Club Leonardo Murialdo                                 | Club Atlético Laguna Blanca                             | Club Social, Atlético y Cultural Florencio Varela |
| 13 | Club Atlético Huracán Las Heras                        | Club Atlético Libertad (I)                              | Asociación Mutual Unión Tranviaria Automotor      |
| 14 | Centro Deportivo Rivadavia                             | Club Deportivo Comercio                                 | Club Atlético Independiente (Chi)                 |
| 15 | Andes Talleres Sport Club                              | Asociación Civil Juventud Agraria Cooperativista        | Club Atlético, Social y Deportivo Camioneros      |
| 16 | Club Atlético Las Palmas                               | Club Atlético Atalaya                                   | Cefalier Fútbol Club                              |
| 17 | Club Sportivo 9 de Julio (RIII)                        | Club Atlético Sarmiento (R)                             | Club Sporting La Fueguina                         |
| 18 | Complejo Deportivo Teniente Origone                    | Club Social y Deportivo Las Garcitas                    | Asociación Civil Club Deportivo Coreano           |
| 19 | Club Atlético Aeronáutico Sarmiento                    | Club Atlético Resistencia Central                       | Club Social, Cultural y Deportivo For Ever        |
| 20 | Ateneo Vecinos Barrio Argentino                        | Club Atlético Villa Alvear                              | Club Everton                                      |
| 21 | Club Atlético Mitre (SE)                               | Club Social y Deportivo Unión (M)                       | Club Atlético Curuzú Cuatiá (VE)                  |
| 22 | Club Sportivo Fernández                                | Club Deportivo y Social Cooperativa Las Breñas          | Club Social y Deportivo Juventud Unida (V)        |
| 23 | Club Atlético Sarmiento (LB)                           | Club Atlético San Lorenzo (SP)                          | Club Atlético Ever Ready                          |
| 24 | Club Atlético Vélez Sarsfield (SR)                     | Club Atlético Bartolomé Mitre (P)                       | Club Atlético Sarmiento (Ay)                      |
| 25 | Club Atlético Central Argentino (H)                    | Club Social y Deportivo El Brete                        | Club Social, Cultural y Deportivo Mar Del Tuyú    |
| 26 | Independiente Fútbol Club (B)                          | Club Deportivo Vicov                                    | Club Atlético Defensores de Plaza España          |
| 27 | Club Deportivo Villa Paulina                           | Club Deportivo Jorge Gibson Brown                       | Club Atlético Argentino (25 M)                    |
| 28 | Club Atlético Talleres (F)                             | Club Deportivo Yerbatero                                | Club Atlético Once Tigres                         |
| 29 | Club Atlético Los Dorados                              | Asociación de Clubes Mado-Delicia                       | Club Atlético Naón                                |
| 30 | Club Atlético San Buenaventura                         | Club Deportivo Curupay                                  | Club Atlético Jorge Newbery (La)                  |
| 31 | Club Atlético Los Chuyos                               | Club Atlético Huracán Corrientes                        | Club Atlético Estudiantes (O)                     |
| 32 | Club Atlético Chilecito (Chi)                          | Club Atlético Caballú                                   | Chacarita Juniors Foot Ball Club (Az)             |
| 33 | Club Atlético Américo Tesorieri                        | Club Atlético Central Goya                              | Club Atlético Cadetes de San Martín               |
| 34 | Rioja Juniors Fútbol Club                              | Club Atlético Santa Rita                                | Racing Fútbol Club (B)                            |
| 35 | Club Defensores de la Boca                             | Club Atlético Cambacuá                                  | Club Defensores de Villa Aguirre                  |
| 36 | Club Unión Aconquija                                   | Club Juventud Sarmiento                                 | Club Social y Deportivo Villa del Parque          |
| 37 | Club Deportivo Social y Cultural San Antonio (B)       | Club Atlético Salto Grande                              | Jorge Newbery Foot-Ball Club (Lo)                 |
| 38 | Club Defensores de Esquiú                              | Club Social y Deportivo La Bianca                       | Club Atlético Trenque Lauquen                     |
| 39 | Club Sportivo Villa Cubas                              | Club Atlético Campito                                   | Club Atlético Mones Cazón                         |
| 40 | Club Atlético San Lorenzo de Alem                      | Club Social y Deportivo Ñapindá                         | Club Social y Deportivo Tres Algarrobos           |
| 41 | Club Ateneo Mariano Moreno (VD)                        | Club Atlético Uruguay                                   | Fútbol Club Tres Algarrobos                       |
| 42 | Club Sportivo Alfredo Guzmán                           | Club Defensores de Pronunciamiento                      | Alvear Foot Ball Club                             |
| 43 | Club Atlético Ñuñorco                                  | Club Colón de San Justo                                 | Club Ferro Carril Oeste (GP)                      |
| 44 | Club Social y Deportivo San Jorge (T)                  | Club Atlético Paraná                                    | Club Atlético Maronese                            |
| 45 | Club Deportivo Aguilares                               | Racing Club de Reconquista                              | Club Unión Alem Progresista                       |
| 46 | Club Atlético San Fernando (IL)                        | Club Atlético Ocampo Fábrica                            | Club Atlético Regina                              |
| 47 | Club Deportivo Villa San Antonio                       | Club Atlético Adelante Reconquista                      | Club Deportivo Independiente (RC)                 |
| 48 | Club Atlético Redes de la Patria                       | Club Atlético Libertad (SJN)                            | Club Sportivo Ferrocarril                         |
| 49 | Club Sportivo El Carril                                | Club Atlético Pilar                                     | Asociación Deportiva Saltense                     |
| 50 | Club Social y Deportivo Atlas                          | Club Atlético y Biblioteca Campaña                      | Club Social y Deportivo Lavalle                   |
| 51 | Club Atlético Chicoana                                 | Santa Fe Fútbol Club                                    | Club Atlético Defensores de Buena Parada          |
| 52 | Club Central Norte Argentino (M)                       | Club Atlético Argentino de San Carlos                   | Club Atlético Defensores de la Ribera             |
| 53 | Club Juventud Unida (RdL)                              | Club Atlético Jorge Newbery (VT)                        | Asociación Civil Racing Club (T)                  |
| 54 | Club Deportivo y Social Rivadavia (C)                  | Club Sportivo Bernardino Rivadavia                      | Club Social y Cultural General San Martín (E)     |
| 55 | Club Deportivo Río Dorado                              | Club Atlético Coronel Aguirre                           | Club Deportivo Estudiantes Unidos                 |
| 56 | Club Deportivo San Antonio (LL)                        | Porvenir Talleres                                       | Club Atlético Independiente                       |
| 57 | Club Deportivo Taco Pozo                               | Club del Ateneo Juvenil Pablo VI                        | Asociación Tiro Federal Argentino Huahuel Niyeo   |
| 58 | Club Sportivo Ferrocarril General Belgrano             | Club Atlético Unión (AS)                                | Club Atlético Jorge Newbery (CR)                  |
| 59 | Club Atlético Unión Güemes                             | Arroyo Seco Athletic Club                               | Club Atlético Social y Deportivo Estrella Norte   |
| 60 | Club Atlético General Pizarro                          | Club de Regatas San Nicolás                             | Asociación Atlético Boxing Club                   |
| 61 | Club de Gimnasia y Tiro (O)                            | General Rojo Unión Deportiva                            | Club Social y Deportivo Defensores del Carmen     |
| 62 | Centro Cultural y Deportivo Ingeniero Herminio Arrieta | Club Atlético Argentino (P)                             | Club Social y Deportivo Ferrocarril YCF           |
| 63 | Club Atlético River Plate (E)                          | Argentino Oeste Fútbol Club                             | Club Atlético Real Madrid (RG)                    |
| 64 | Club Deportivo Unión Madereros                         | Club Sportivo Baradero                                  | Club Atlético Los Andes Juniors                   |

## Fase final

### Primer Ascenso
Definición
|  | Octavos de final                     | Octavos de final     | Octavos de final                   | Octavos de final   |   |                                      | Cuartos de final    | Cuartos de final | Cuartos de final | Cuartos de final |  |                                    | Semifinales        | Semifinales | Semifinales | Semifinales |  |                                    | Final            | Final | Final | Final | Final |  |
|  |                                      |                      |                                    |                    |   |                                      |                     |                  |                  |                  |  |                                    |                    |             |             |             |  |                                    |                  |       |       |       |       |  |
|  |                                      |                      |                                    |                    |   |                                      |                     |                  |                  |                  |  |                                    |                    |             |             |             |  |                                    |                  |       |       |       |       |  |
|  | Bandera de la Provincia de Tucumán   | San Jorge (T)        | 1                                  | 3                  |   |                                      |                     |                  |                  |                  |  |                                    |                    |             |             |             |  |                                    |                  |       |       |       |       |  |
|  | Bandera de la Provincia de Tucumán   | San Jorge (T)        | 1                                  | 3                  |   |                                      |                     |                  |                  |                  |  |                                    |                    |             |             |             |  |                                    |                  |       |       |       |       |  |
|  | Bandera de la Provincia de Tucumán   | San Fernando (IL)    | 0                                  | 1                  |   |                                      |                     |                  |                  |                  |  |                                    |                    |             |             |             |  |                                    |                  |       |       |       |       |  |
|  | Bandera de la Provincia de Tucumán   | San Fernando (IL)    | 0                                  | 1                  |   | Bandera de la Provincia de Tucumán   | San Jorge (T)       | 2                | 2                |                  |  |                                    |                    |             |             |             |  |                                    |                  |       |       |       |       |  |
|  |                                      |                      |                                    |                    |   | Bandera de la Provincia de Tucumán   | San Jorge (T)       | 2                | 2                |                  |  |                                    |                    |             |             |             |  |                                    |                  |       |       |       |       |  |
|  |                                      |                      | Bandera de la Provincia de Córdoba | Teniente Origone   | 2 | 3                                    |                     |                  |                  |                  |  |                                    |                    |             |             |             |  |                                    |                  |       |       |       |       |  |
|  | Bandera de la Provincia de La Rioja  | Américo Tesorieri    | Bandera de la Provincia de Córdoba | Teniente Origone   | 2 | 3                                    | 2                   | 1                |                  |                  |  |                                    |                    |             |             |             |  |                                    |                  |       |       |       |       |  |
|  | Bandera de la Provincia de La Rioja  | Américo Tesorieri    |                                    |                    |   |                                      |                     |                  |                  |                  |  |                                    |                    |             |             |             |  |                                    |                  |       |       |       |       |  |
|  | Bandera de la Provincia de Córdoba   | Teniente Origone     | 2                                  | 2                  |   |                                      |                     |                  |                  |                  |  |                                    |                    |             |             |             |  |                                    |                  |       |       |       |       |  |
|  | Bandera de la Provincia de Córdoba   | Teniente Origone     | 2                                  | 2                  |   |                                      |                     |                  |                  |                  |  | Bandera de la Provincia de Córdoba | Teniente Origone   | 1           | 2           |             |  |                                    |                  |       |       |       |       |  |
|  |                                      |                      |                                    |                    |   |                                      |                     |                  |                  |                  |  | Bandera de la Provincia de Córdoba | Teniente Origone   | 1           | 2           |             |  |                                    |                  |       |       |       |       |  |
|  |                                      |                      | Bandera de la Provincia de Mendoza | Rivadavia (R)      | 1 | 1                                    |                     |                  |                  |                  |  |                                    |                    |             |             |             |  |                                    |                  |       |       |       |       |  |
|  | Bandera de la Provincia de Mendoza   | Andes Talleres       | Bandera de la Provincia de Mendoza | Rivadavia (R)      | 1 | 1                                    | 1                   | 0                |                  |                  |  |                                    |                    |             |             |             |  |                                    |                  |       |       |       |       |  |
|  | Bandera de la Provincia de Mendoza   | Andes Talleres       |                                    |                    |   |                                      |                     |                  |                  |                  |  |                                    |                    |             |             |             |  |                                    |                  |       |       |       |       |  |
|  | Bandera de la Provincia de San Luis  | La Punta             | 1                                  | 2                  |   |                                      |                     |                  |                  |                  |  |                                    |                    |             |             |             |  |                                    |                  |       |       |       |       |  |
|  | Bandera de la Provincia de San Luis  | La Punta             | 1                                  | 2                  |   | Bandera de la Provincia de San Luis  | La Punta            | 1                | 3                |                  |  |                                    |                    |             |             |             |  |                                    |                  |       |       |       |       |  |
|  |                                      |                      |                                    |                    |   | Bandera de la Provincia de San Luis  | La Punta            | 1                | 3                |                  |  |                                    |                    |             |             |             |  |                                    |                  |       |       |       |       |  |
|  |                                      |                      | Bandera de la Provincia de Mendoza | Rivadavia (R)      | 3 | 5                                    |                     |                  |                  |                  |  |                                    |                    |             |             |             |  |                                    |                  |       |       |       |       |  |
|  | Bandera de la Provincia de Mendoza   | Gutiérrez SC         | Bandera de la Provincia de Mendoza | Rivadavia (R)      | 3 | 5                                    | 2                   | 1                |                  |                  |  |                                    |                    |             |             |             |  |                                    |                  |       |       |       |       |  |
|  | Bandera de la Provincia de Mendoza   | Gutiérrez SC         |                                    |                    |   |                                      |                     |                  |                  |                  |  |                                    |                    |             |             |             |  |                                    |                  |       |       |       |       |  |
|  | Bandera de la Provincia de Mendoza   | Rivadavia (R)        | 1                                  | 3                  |   |                                      |                     |                  |                  |                  |  |                                    |                    |             |             |             |  |                                    |                  |       |       |       |       |  |
|  | Bandera de la Provincia de Mendoza   | Rivadavia (R)        | 1                                  | 3                  |   |                                      |                     |                  |                  |                  |  |                                    |                    |             |             |             |  | Bandera de la Provincia de Córdoba | Teniente Origone | 2     | 0     | (3)   |       |  |
|  |                                      |                      |                                    |                    |   |                                      |                     |                  |                  |                  |  |                                    |                    |             |             |             |  | Bandera de la Provincia de Córdoba | Teniente Origone | 2     | 0     | (3)   |       |  |
|  |                                      |                      | Bandera de la Provincia de Jujuy   | Altos Hornos Zapla | 1 | 1                                    | (1)                 |                  |                  |                  |  |                                    |                    |             |             |             |  |                                    |                  |       |       |       |       |  |
|  | Bandera de la Provincia de Salta     | El Carril            | Bandera de la Provincia de Jujuy   | Altos Hornos Zapla | 1 | 1                                    | (1)                 | 0                | 1                |                  |  |                                    |                    |             |             |             |  |                                    |                  |       |       |       |       |  |
|  | Bandera de la Provincia de Salta     | El Carril            |                                    |                    |   |                                      |                     |                  | 1                |                  |  |                                    |                    |             |             |             |  |                                    |                  |       |       |       |       |  |
|  | Bandera de la Provincia de Catamarca | San Lorenzo de Alem  | 2                                  | 3                  |   |                                      |                     |                  |                  |                  |  |                                    |                    |             |             |             |  |                                    |                  |       |       |       |       |  |
|  | Bandera de la Provincia de Catamarca | San Lorenzo de Alem  | 2                                  | 3                  |   | Bandera de la Provincia de Catamarca | San Lorenzo de Alem | 1                | 1                |                  |  |                                    |                    |             |             |             |  |                                    |                  |       |       |       |       |  |
|  |                                      |                      |                                    |                    |   | Bandera de la Provincia de Catamarca | San Lorenzo de Alem | 1                | 1                |                  |  |                                    |                    |             |             |             |  |                                    |                  |       |       |       |       |  |
|  |                                      |                      | Bandera de la Provincia de Jujuy   | Altos Hornos Zapla | 1 | 2                                    |                     |                  |                  |                  |  |                                    |                    |             |             |             |  |                                    |                  |       |       |       |       |  |
|  | Bandera de la Provincia de Tucumán   | Sportivo Guzmán      | Bandera de la Provincia de Jujuy   | Altos Hornos Zapla | 1 | 2                                    | 1                   | 0                |                  |                  |  |                                    |                    |             |             |             |  |                                    |                  |       |       |       |       |  |
|  | Bandera de la Provincia de Tucumán   | Sportivo Guzmán      |                                    |                    |   |                                      |                     |                  |                  |                  |  |                                    |                    |             |             |             |  |                                    |                  |       |       |       |       |  |
|  | Bandera de la Provincia de Jujuy     | Altos Hornos Zapla   | 0                                  | 2                  |   |                                      |                     |                  |                  |                  |  |                                    |                    |             |             |             |  |                                    |                  |       |       |       |       |  |
|  | Bandera de la Provincia de Jujuy     | Altos Hornos Zapla   | 0                                  | 2                  |   |                                      |                     |                  |                  |                  |  | Bandera de la Provincia de Jujuy   | Altos Hornos Zapla | 2           | 2           |             |  |                                    |                  |       |       |       |       |  |
|  |                                      |                      |                                    |                    |   |                                      |                     |                  |                  |                  |  | Bandera de la Provincia de Jujuy   | Altos Hornos Zapla | 2           | 2           |             |  |                                    |                  |       |       |       |       |  |
|  |                                      |                      | Bandera de la Provincia de Salta   | Atlas              | 1 | 0                                    |                     |                  |                  |                  |  |                                    |                    |             |             |             |  |                                    |                  |       |       |       |       |  |
|  | Bandera de la Provincia de Salta     | River Plate (E)      | Bandera de la Provincia de Salta   | Atlas              | 1 | 0                                    | 1                   | 3                |                  |                  |  |                                    |                    |             |             |             |  |                                    |                  |       |       |       |       |  |
|  | Bandera de la Provincia de Salta     | River Plate (E)      |                                    |                    |   |                                      |                     |                  |                  |                  |  |                                    |                    |             |             |             |  |                                    |                  |       |       |       |       |  |
|  | Bandera de la Provincia de Salta     | General Pizarro      | 0                                  | 2                  |   |                                      |                     |                  |                  |                  |  |                                    |                    |             |             |             |  |                                    |                  |       |       |       |       |  |
|  | Bandera de la Provincia de Salta     | General Pizarro      | 0                                  | 2                  |   | Bandera de la Provincia de Salta     | River Plate (E)     | 1                | 0                |                  |  |                                    |                    |             |             |             |  |                                    |                  |       |       |       |       |  |
|  |                                      |                      |                                    |                    |   | Bandera de la Provincia de Salta     | River Plate (E)     | 1                | 0                |                  |  |                                    |                    |             |             |             |  |                                    |                  |       |       |       |       |  |
|  |                                      |                      | Bandera de la Provincia de Salta   | Atlas              | 1 | 2                                    |                     |                  |                  |                  |  |                                    |                    |             |             |             |  |                                    |                  |       |       |       |       |  |
|  | Bandera de la Provincia de Salta     | Atlas                | Bandera de la Provincia de Salta   | Atlas              | 1 | 2                                    | 7                   | 0                |                  |                  |  |                                    |                    |             |             |             |  |                                    |                  |       |       |       |       |  |
|  | Bandera de la Provincia de Salta     | Atlas                |                                    |                    |   |                                      |                     |                  |                  |                  |  |                                    |                    |             |             |             |  |                                    |                  |       |       |       |       |  |
|  | Bandera de la Provincia de Salta     | Juventud Unida (RdL) | 3                                  | 1                  |   |                                      |                     |                  |                  |                  |  |                                    |                    |             |             |             |  |                                    |                  |       |       |       |       |  |
|  | Bandera de la Provincia de Salta     | Juventud Unida (RdL) | 3                                  | 1                  |   |                                      |                     |                  |                  |                  |  |                                    |                    |             |             |             |  |                                    |                  |       |       |       |       |  |
|  |                                      |                      |                                    |                    |   |                                      |                     |                  |                  |                  |  |                                    |                    |             |             |             |  |                                    |                  |       |       |       |       |  |

Nota: En la línea superior de cada llave, figuran los equipos que jugaron los partidos de ida en condición de local.
Campeón

### Segundo Ascenso
Definición
|  | Octavos de final                               | Octavos de final       | Octavos de final                               | Octavos de final   | Octavos de final |                                       |                                         | Cuartos de final    | Cuartos de final | Cuartos de final | Cuartos de final |                                       |                     | Semifinales | Semifinales | Semifinales | Semifinales |                                       |              | Final | Final | Final | Final | Final |  |
|  |                                                |                        |                                                |                    |                  |                                       |                                         |                     |                  |                  |                  |                                       |                     |             |             |             |             |                                       |              |       |       |       |       |       |  |
|  |                                                |                        |                                                |                    |                  |                                       |                                         |                     |                  |                  |                  |                                       |                     |             |             |             |             |                                       |              |       |       |       |       |       |  |
|  | Bandera de la Provincia de Entre Ríos          | Atlético (CdU)         | 3                                              | 2                  |                  |                                       |                                         |                     |                  |                  |                  |                                       |                     |             |             |             |             |                                       |              |       |       |       |       |       |  |
|  | Bandera de la Provincia de Entre Ríos          | Atlético (CdU)         | 3                                              | 2                  |                  |                                       |                                         |                     |                  |                  |                  |                                       |                     |             |             |             |             |                                       |              |       |       |       |       |       |  |
|  | Bandera de la Provincia de Corrientes          | Huracán (C)            | 1                                              | 2                  |                  |                                       |                                         |                     |                  |                  |                  |                                       |                     |             |             |             |             |                                       |              |       |       |       |       |       |  |
|  | Bandera de la Provincia de Corrientes          | Huracán (C)            | 1                                              | 2                  |                  | Bandera de la Provincia de Entre Ríos | Atlético (CdU)                          | 3                   | 0                |                  |                  |                                       |                     |             |             |             |             |                                       |              |       |       |       |       |       |  |
|  |                                                |                        |                                                |                    |                  | Bandera de la Provincia de Entre Ríos | Atlético (CdU)                          | 3                   | 0                |                  |                  |                                       |                     |             |             |             |             |                                       |              |       |       |       |       |       |  |
|  |                                                |                        | Bandera de la Provincia de Entre Ríos          | Atlético (P)       | 2                | 2                                     |                                         |                     |                  |                  |                  |                                       |                     |             |             |             |             |                                       |              |       |       |       |       |       |  |
|  | Bandera de la Provincia de Santa Fe            | Santa Fe FC            | Bandera de la Provincia de Entre Ríos          | Atlético (P)       | 2                | 2                                     | 1                                       | 2                   |                  |                  |                  |                                       |                     |             |             |             |             |                                       |              |       |       |       |       |       |  |
|  | Bandera de la Provincia de Santa Fe            | Santa Fe FC            |                                                |                    |                  |                                       |                                         |                     |                  |                  |                  |                                       |                     |             |             |             |             |                                       |              |       |       |       |       |       |  |
|  | Bandera de la Provincia de Entre Ríos          | Atlético (P)           | 2                                              | 2                  |                  |                                       |                                         |                     |                  |                  |                  |                                       |                     |             |             |             |             |                                       |              |       |       |       |       |       |  |
|  | Bandera de la Provincia de Entre Ríos          | Atlético (P)           | 2                                              | 2                  |                  |                                       |                                         |                     |                  |                  |                  | Bandera de la Provincia de Entre Ríos | Atlético (P)        | 0           | 2           |             |             |                                       |              |       |       |       |       |       |  |
|  |                                                |                        |                                                |                    |                  |                                       |                                         |                     |                  |                  |                  | Bandera de la Provincia de Entre Ríos | Atlético (P)        | 0           | 2           |             |             |                                       |              |       |       |       |       |       |  |
|  |                                                |                        | Bandera de la Provincia de Buenos Aires        | General Rojo UD    | 1                | 0                                     |                                         |                     |                  |                  |                  |                                       |                     |             |             |             |             |                                       |              |       |       |       |       |       |  |
|  | Bandera de la Provincia de Buenos Aires        | General Rojo UD        | Bandera de la Provincia de Buenos Aires        | General Rojo UD    | 1                | 0                                     | 0                                       | 0                   | (5)              |                  |                  |                                       |                     |             |             |             |             |                                       |              |       |       |       |       |       |  |
|  | Bandera de la Provincia de Buenos Aires        | General Rojo UD        |                                                |                    |                  |                                       |                                         |                     | (5)              |                  |                  |                                       |                     |             |             |             |             |                                       |              |       |       |       |       |       |  |
|  | Bandera de la Provincia de Santa Fe            | Coronel Aguirre        | 0                                              | 0                  | (4)              |                                       |                                         |                     |                  |                  |                  |                                       |                     |             |             |             |             |                                       |              |       |       |       |       |       |  |
|  | Bandera de la Provincia de Santa Fe            | Coronel Aguirre        | 0                                              | 0                  | (4)              |                                       | Bandera de la Provincia de Buenos Aires | General Rojo UD     | 2                | 1                |                  |                                       |                     |             |             |             |             |                                       |              |       |       |       |       |       |  |
|  |                                                |                        |                                                |                    |                  |                                       | Bandera de la Provincia de Buenos Aires | General Rojo UD     | 2                | 1                |                  |                                       |                     |             |             |             |             |                                       |              |       |       |       |       |       |  |
|  |                                                |                        | Bandera de la Provincia de Santa Fe            | Unión (AS)         | 0                | 0                                     |                                         |                     |                  |                  |                  |                                       |                     |             |             |             |             |                                       |              |       |       |       |       |       |  |
|  | Bandera de la Provincia de Santa Fe            | Unión (AS)             | Bandera de la Provincia de Santa Fe            | Unión (AS)         | 0                | 0                                     | 0                                       | 3                   |                  |                  |                  |                                       |                     |             |             |             |             |                                       |              |       |       |       |       |       |  |
|  | Bandera de la Provincia de Santa Fe            | Unión (AS)             |                                                |                    |                  |                                       |                                         |                     |                  |                  |                  |                                       |                     |             |             |             |             |                                       |              |       |       |       |       |       |  |
|  | Bandera de la Provincia de Santa Fe            | Atlético Pilar         | 1                                              | 1                  |                  |                                       |                                         |                     |                  |                  |                  |                                       |                     |             |             |             |             |                                       |              |       |       |       |       |       |  |
|  | Bandera de la Provincia de Santa Fe            | Atlético Pilar         | 1                                              | 1                  |                  |                                       |                                         |                     |                  |                  |                  |                                       |                     |             |             |             |             | Bandera de la Provincia de Entre Ríos | Atlético (P) | 2     | 0     | (3)   |       |       |  |
|  |                                                |                        |                                                |                    |                  |                                       |                                         |                     |                  |                  |                  |                                       |                     |             |             |             |             | Bandera de la Provincia de Entre Ríos | Atlético (P) | 2     | 0     | (3)   |       |       |  |
|  |                                                |                        | Bandera de la Provincia de Santiago del Estero | Sarmiento (LB)     | 1                | 1                                     | (4)                                     |                     |                  |                  |                  |                                       |                     |             |             |             |             |                                       |              |       |       |       |       |       |  |
|  | Bandera de la Provincia de Formosa             | Sol de Mayo            | Bandera de la Provincia de Santiago del Estero | Sarmiento (LB)     | 1                | 1                                     | (4)                                     | 2                   | 0                | (1)              |                  |                                       |                     |             |             |             |             |                                       |              |       |       |       |       |       |  |
|  | Bandera de la Provincia de Formosa             | Sol de Mayo            |                                                |                    |                  |                                       |                                         |                     | 0                | (1)              |                  |                                       |                     |             |             |             |             |                                       |              |       |       |       |       |       |  |
|  | Bandera de la Provincia del Chaco              | Resistencia Central    | 1                                              | 1                  | (4)              |                                       |                                         |                     |                  |                  |                  |                                       |                     |             |             |             |             |                                       |              |       |       |       |       |       |  |
|  | Bandera de la Provincia del Chaco              | Resistencia Central    | 1                                              | 1                  | (4)              |                                       | Bandera de la Provincia del Chaco       | Resistencia Central | 1                | 8                |                  |                                       |                     |             |             |             |             |                                       |              |       |       |       |       |       |  |
|  |                                                |                        |                                                |                    |                  |                                       | Bandera de la Provincia del Chaco       | Resistencia Central | 1                | 8                |                  |                                       |                     |             |             |             |             |                                       |              |       |       |       |       |       |  |
|  |                                                |                        | Bandera de la Provincia de Misiones            | Jorge Gibson Brown | 1                | 3                                     |                                         |                     |                  |                  |                  |                                       |                     |             |             |             |             |                                       |              |       |       |       |       |       |  |
|  | Bandera de la Provincia de Misiones            | Jorge Gibson Brown     | Bandera de la Provincia de Misiones            | Jorge Gibson Brown | 1                | 3                                     | 4                                       | 4                   |                  |                  |                  |                                       |                     |             |             |             |             |                                       |              |       |       |       |       |       |  |
|  | Bandera de la Provincia de Misiones            | Jorge Gibson Brown     |                                                |                    |                  |                                       |                                         |                     |                  |                  |                  |                                       |                     |             |             |             |             |                                       |              |       |       |       |       |       |  |
|  | Bandera de la Provincia de Misiones            | Yerbatero              | 1                                              | 2                  |                  |                                       |                                         |                     |                  |                  |                  |                                       |                     |             |             |             |             |                                       |              |       |       |       |       |       |  |
|  | Bandera de la Provincia de Misiones            | Yerbatero              | 1                                              | 2                  |                  |                                       |                                         |                     |                  |                  |                  | Bandera de la Provincia del Chaco     | Resistencia Central | 0           | 0           |             |             |                                       |              |       |       |       |       |       |  |
|  |                                                |                        |                                                |                    |                  |                                       |                                         |                     |                  |                  |                  | Bandera de la Provincia del Chaco     | Resistencia Central | 0           | 0           |             |             |                                       |              |       |       |       |       |       |  |
|  |                                                |                        | Bandera de la Provincia de Santiago del Estero | Sarmiento (LB)     | 0                | 2                                     |                                         |                     |                  |                  |                  |                                       |                     |             |             |             |             |                                       |              |       |       |       |       |       |  |
|  | Bandera de la Provincia de Formosa             | Defensores del Rosario | Bandera de la Provincia de Santiago del Estero | Sarmiento (LB)     | 0                | 2                                     | 0                                       | 0                   |                  |                  |                  |                                       |                     |             |             |             |             |                                       |              |       |       |       |       |       |  |
|  | Bandera de la Provincia de Formosa             | Defensores del Rosario |                                                |                    |                  |                                       |                                         |                     |                  |                  |                  |                                       |                     |             |             |             |             |                                       |              |       |       |       |       |       |  |
|  | Bandera de la Provincia del Chaco              | Sarmiento (R)          | 1                                              | 1                  |                  |                                       |                                         |                     |                  |                  |                  |                                       |                     |             |             |             |             |                                       |              |       |       |       |       |       |  |
|  | Bandera de la Provincia del Chaco              | Sarmiento (R)          | 1                                              | 1                  |                  | Bandera de la Provincia del Chaco     | Sarmiento (R)                           | 1                   | 1                |                  |                  |                                       |                     |             |             |             |             |                                       |              |       |       |       |       |       |  |
|  |                                                |                        |                                                |                    |                  | Bandera de la Provincia del Chaco     | Sarmiento (R)                           | 1                   | 1                |                  |                  |                                       |                     |             |             |             |             |                                       |              |       |       |       |       |       |  |
|  |                                                |                        | Bandera de la Provincia de Santiago del Estero | Sarmiento (LB)     | 3                | 4                                     |                                         |                     |                  |                  |                  |                                       |                     |             |             |             |             |                                       |              |       |       |       |       |       |  |
|  | Bandera de la Provincia de Santiago del Estero | Sarmiento (LB)         | Bandera de la Provincia de Santiago del Estero | Sarmiento (LB)     | 3                | 4                                     | 0                                       | 4                   |                  |                  |                  |                                       |                     |             |             |             |             |                                       |              |       |       |       |       |       |  |
|  | Bandera de la Provincia de Santiago del Estero | Sarmiento (LB)         |                                                |                    |                  |                                       |                                         |                     |                  |                  |                  |                                       |                     |             |             |             |             |                                       |              |       |       |       |       |       |  |
|  | Bandera de la Provincia de Santiago del Estero | Sportivo (F)           | 0                                              | 1                  |                  |                                       |                                         |                     |                  |                  |                  |                                       |                     |             |             |             |             |                                       |              |       |       |       |       |       |  |
|  | Bandera de la Provincia de Santiago del Estero | Sportivo (F)           | 0                                              | 1                  |                  |                                       |                                         |                     |                  |                  |                  |                                       |                     |             |             |             |             |                                       |              |       |       |       |       |       |  |
|  |                                                |                        |                                                |                    |                  |                                       |                                         |                     |                  |                  |                  |                                       |                     |             |             |             |             |                                       |              |       |       |       |       |       |  |

Nota: En la línea superior de cada llave, figuran los equipos que jugaron los partidos de ida en condición de local.
Campeón

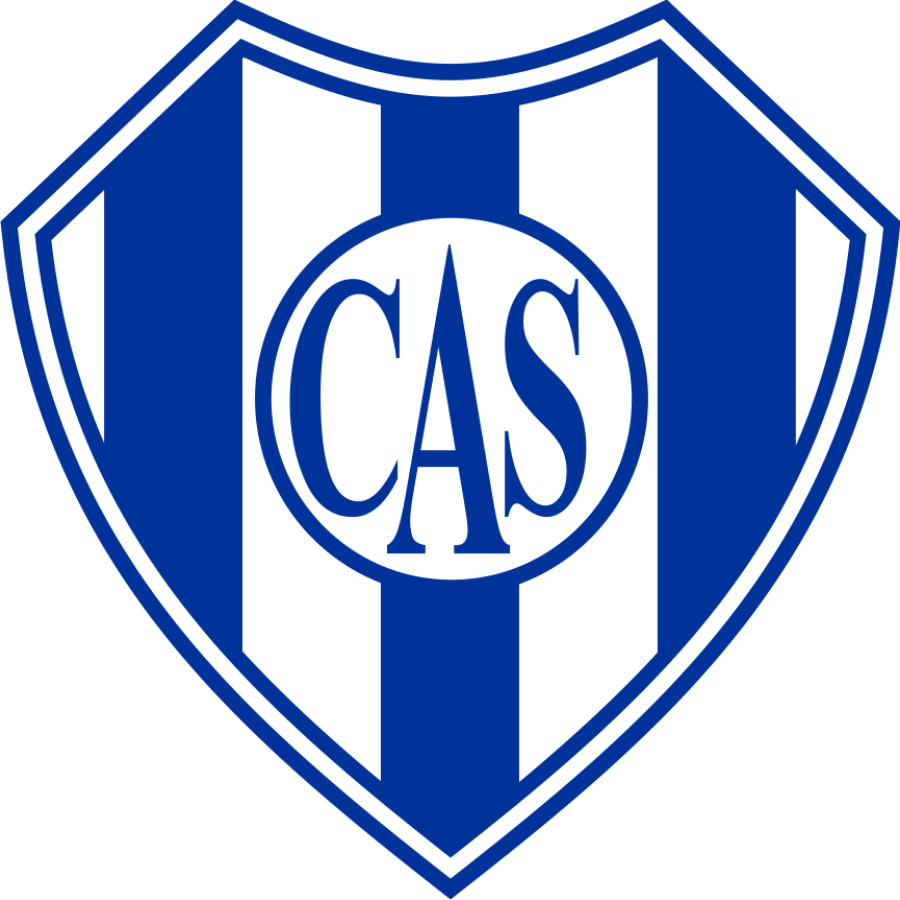
Club Atlético Sarmiento (LB) (Ascendido al Torneo Argentino B 2010-11) 1.º título

### Tercer Ascenso
|  | Octavos de final                        | Octavos de final     | Octavos de final                        | Octavos de final  | Octavos de final |                                         |                                     | Cuartos de final | Cuartos de final | Cuartos de final | Cuartos de final |                                    |                                         | Semifinales       | Semifinales | Semifinales | Semifinales | Semifinales |                                         |                  | Final | Final | Final | Final | Final |  |
|  |                                         |                      |                                         |                   |                  |                                         |                                     |                  |                  |                  |                  |                                    |                                         |                   |             |             |             |             |                                         |                  |       |       |       |       |       |  |
|  |                                         |                      |                                         |                   |                  |                                         |                                     |                  |                  |                  |                  |                                    |                                         |                   |             |             |             |             |                                         |                  |       |       |       |       |       |  |
|  | Bandera de la Provincia de Buenos Aires | Deportivo Coreano    | 2                                       | 1                 |                  |                                         |                                     |                  |                  |                  |                  |                                    |                                         |                   |             |             |             |             |                                         |                  |       |       |       |       |       |  |
|  | Bandera de la Provincia de Buenos Aires | Deportivo Coreano    | 2                                       | 1                 |                  |                                         |                                     |                  |                  |                  |                  |                                    |                                         |                   |             |             |             |             |                                         |                  |       |       |       |       |       |  |
|  | Bandera de la Provincia de Buenos Aires | Everton              | 0                                       | 2                 |                  |                                         |                                     |                  |                  |                  |                  |                                    |                                         |                   |             |             |             |             |                                         |                  |       |       |       |       |       |  |
|  | Bandera de la Provincia de Buenos Aires | Everton              | 0                                       | 2                 |                  | Bandera de la Provincia de Buenos Aires | Deportivo Coreano                   | 0                | 1                |                  |                  |                                    |                                         |                   |             |             |             |             |                                         |                  |       |       |       |       |       |  |
|  |                                         |                      |                                         |                   |                  | Bandera de la Provincia de Buenos Aires | Deportivo Coreano                   | 0                | 1                |                  |                  |                                    |                                         |                   |             |             |             |             |                                         |                  |       |       |       |       |       |  |
|  |                                         |                      | Bandera de la Provincia de Buenos Aires | Def. Plaza España | 0                | 0                                       |                                     |                  |                  |                  |                  |                                    |                                         |                   |             |             |             |             |                                         |                  |       |       |       |       |       |  |
|  | Bandera de la Provincia de Buenos Aires | Def. de Plaza España | Bandera de la Provincia de Buenos Aires | Def. Plaza España | 0                | 0                                       | 1                                   | 2                | (3)              |                  |                  |                                    |                                         |                   |             |             |             |             |                                         |                  |       |       |       |       |       |  |
|  | Bandera de la Provincia de Buenos Aires | Def. de Plaza España |                                         |                   |                  |                                         |                                     |                  | (3)              |                  |                  |                                    |                                         |                   |             |             |             |             |                                         |                  |       |       |       |       |       |  |
|  | Bandera de la Provincia de Buenos Aires | Independiente (Chi)  | 0                                       | 3                 | (2)              |                                         |                                     |                  |                  |                  |                  |                                    |                                         |                   |             |             |             |             |                                         |                  |       |       |       |       |       |  |
|  | Bandera de la Provincia de Buenos Aires | Independiente (Chi)  | 0                                       | 3                 | (2)              |                                         |                                     |                  |                  |                  |                  |                                    | Bandera de la Provincia de Buenos Aires | Deportivo Coreano | 2           | 1           |             |             |                                         |                  |       |       |       |       |       |  |
|  |                                         |                      |                                         |                   |                  |                                         |                                     |                  |                  |                  |                  |                                    | Bandera de la Provincia de Buenos Aires | Deportivo Coreano | 2           | 1           |             |             |                                         |                  |       |       |       |       |       |  |
|  |                                         |                      | Bandera de la Provincia de Buenos Aires | Argentinos (25M)  | 1                | 3                                       |                                     |                  |                  |                  |                  |                                    |                                         |                   |             |             |             |             |                                         |                  |       |       |       |       |       |  |
|  | Bandera de la Provincia de Buenos Aires | Sports               | Bandera de la Provincia de Buenos Aires | Argentinos (25M)  | 1                | 3                                       | 1                                   | 2                |                  |                  |                  |                                    |                                         |                   |             |             |             |             |                                         |                  |       |       |       |       |       |  |
|  | Bandera de la Provincia de Buenos Aires | Sports               |                                         |                   |                  |                                         |                                     |                  |                  |                  |                  |                                    |                                         |                   |             |             |             |             |                                         |                  |       |       |       |       |       |  |
|  | Bandera de la Provincia de Buenos Aires | Sportivo (B)         | 3                                       | 1                 |                  |                                         |                                     |                  |                  |                  |                  |                                    |                                         |                   |             |             |             |             |                                         |                  |       |       |       |       |       |  |
|  | Bandera de la Provincia de Buenos Aires | Sportivo (B)         | 3                                       | 1                 |                  | Bandera de la Provincia de Buenos Aires | Sportivo (B)                        | 2                | 2                |                  |                  |                                    |                                         |                   |             |             |             |             |                                         |                  |       |       |       |       |       |  |
|  |                                         |                      |                                         |                   |                  | Bandera de la Provincia de Buenos Aires | Sportivo (B)                        | 2                | 2                |                  |                  |                                    |                                         |                   |             |             |             |             |                                         |                  |       |       |       |       |       |  |
|  |                                         |                      | Bandera de la Provincia de Buenos Aires | Argentinos (25M)  | 3                | 3                                       |                                     |                  |                  |                  |                  |                                    |                                         |                   |             |             |             |             |                                         |                  |       |       |       |       |       |  |
|  | Bandera de la Provincia de Buenos Aires | Argentinos (25M)     | Bandera de la Provincia de Buenos Aires | Argentinos (25M)  | 3                | 3                                       | 2                                   | 3                |                  |                  |                  |                                    |                                         |                   |             |             |             |             |                                         |                  |       |       |       |       |       |  |
|  | Bandera de la Provincia de Buenos Aires | Argentinos (25M)     |                                         |                   |                  |                                         |                                     |                  |                  |                  |                  |                                    |                                         |                   |             |             |             |             |                                         |                  |       |       |       |       |       |  |
|  | Bandera de la Provincia de Buenos Aires | San Martín (Cha)     | 0                                       | 4                 |                  |                                         |                                     |                  |                  |                  |                  |                                    |                                         |                   |             |             |             |             |                                         |                  |       |       |       |       |       |  |
|  | Bandera de la Provincia de Buenos Aires | San Martín (Cha)     | 0                                       | 4                 |                  |                                         |                                     |                  |                  |                  |                  |                                    |                                         |                   |             |             |             |             | Bandera de la Provincia de Buenos Aires | Argentinos (25M) | 0     | 1     | (4)   |       |       |  |
|  |                                         |                      |                                         |                   |                  |                                         |                                     |                  |                  |                  |                  |                                    |                                         |                   |             |             |             |             | Bandera de la Provincia de Buenos Aires | Argentinos (25M) | 0     | 1     | (4)   |       |       |  |
|  |                                         |                      | Bandera de la Provincia de La Pampa     | Ferro (GP)        | 0                | 1                                       | (3)                                 |                  |                  |                  |                  |                                    |                                         |                   |             |             |             |             |                                         |                  |       |       |       |       |       |  |
|  | Bandera de la Provincia de Santa Cruz   | Def. del Carmen      | Bandera de la Provincia de La Pampa     | Ferro (GP)        | 0                | 1                                       | (3)                                 | 1                | 0                |                  |                  |                                    |                                         |                   |             |             |             |             |                                         |                  |       |       |       |       |       |  |
|  | Bandera de la Provincia de Santa Cruz   | Def. del Carmen      |                                         |                   |                  |                                         |                                     |                  | 0                |                  |                  |                                    |                                         |                   |             |             |             |             |                                         |                  |       |       |       |       |       |  |
|  | Bandera de la Provincia del Chubut      | Jorge Newbery (CR)   | 1                                       | 1                 |                  |                                         |                                     |                  |                  |                  |                  |                                    |                                         |                   |             |             |             |             |                                         |                  |       |       |       |       |       |  |
|  | Bandera de la Provincia del Chubut      | Jorge Newbery (CR)   | 1                                       | 1                 |                  | Bandera de la Provincia del Chubut      | Jorge Newbery (CR)                  | 1                | 2                |                  |                  |                                    |                                         |                   |             |             |             |             |                                         |                  |       |       |       |       |       |  |
|  |                                         |                      |                                         |                   |                  | Bandera de la Provincia del Chubut      | Jorge Newbery (CR)                  | 1                | 2                |                  |                  |                                    |                                         |                   |             |             |             |             |                                         |                  |       |       |       |       |       |  |
|  |                                         |                      | Bandera de la Provincia del Chubut      | Def. de la Ribera | 0                | 1                                       |                                     |                  |                  |                  |                  |                                    |                                         |                   |             |             |             |             |                                         |                  |       |       |       |       |       |  |
|  | Bandera de la Provincia del Neuquén     | Maronese             | Bandera de la Provincia del Chubut      | Def. de la Ribera | 0                | 1                                       | 0                                   | 0                |                  |                  |                  |                                    |                                         |                   |             |             |             |             |                                         |                  |       |       |       |       |       |  |
|  | Bandera de la Provincia del Neuquén     | Maronese             |                                         |                   |                  |                                         |                                     |                  |                  |                  |                  |                                    |                                         |                   |             |             |             |             |                                         |                  |       |       |       |       |       |  |
|  | Bandera de la Provincia del Chubut      | Def. de la Ribera    | 0                                       | 2                 |                  |                                         |                                     |                  |                  |                  |                  |                                    |                                         |                   |             |             |             |             |                                         |                  |       |       |       |       |       |  |
|  | Bandera de la Provincia del Chubut      | Def. de la Ribera    | 0                                       | 2                 |                  |                                         |                                     |                  |                  |                  |                  | Bandera de la Provincia del Chubut | Jorge Newbery (CR)                      | 2                 | 1           | (5)         |             |             |                                         |                  |       |       |       |       |       |  |
|  |                                         |                      |                                         |                   |                  |                                         |                                     |                  |                  |                  |                  | Bandera de la Provincia del Chubut | Jorge Newbery (CR)                      | 2                 | 1           | (5)         |             |             |                                         |                  |       |       |       |       |       |  |
|  |                                         |                      | Bandera de la Provincia de La Pampa     | Ferro (GP)        | 1                | 2                                       | (6)                                 |                  |                  |                  |                  |                                    |                                         |                   |             |             |             |             |                                         |                  |       |       |       |       |       |  |
|  | Bandera de la Provincia del Río Negro   | Independiente (RC)   | Bandera de la Provincia de La Pampa     | Ferro (GP)        | 1                | 2                                       | (6)                                 | 1                | 3                | (3)              |                  |                                    |                                         |                   |             |             |             |             |                                         |                  |       |       |       |       |       |  |
|  | Bandera de la Provincia del Río Negro   | Independiente (RC)   |                                         |                   |                  |                                         |                                     |                  | 3                | (3)              |                  |                                    |                                         |                   |             |             |             |             |                                         |                  |       |       |       |       |       |  |
|  | Bandera de la Provincia de La Pampa     | Ferro (GP)           | 2                                       | 2                 | (4)              |                                         |                                     |                  |                  |                  |                  |                                    |                                         |                   |             |             |             |             |                                         |                  |       |       |       |       |       |  |
|  | Bandera de la Provincia de La Pampa     | Ferro (GP)           | 2                                       | 2                 | (4)              |                                         | Bandera de la Provincia de La Pampa | Ferro (GP)       | 1                | 3                |                  |                                    |                                         |                   |             |             |             |             |                                         |                  |       |       |       |       |       |  |
|  |                                         |                      |                                         |                   |                  |                                         | Bandera de la Provincia de La Pampa | Ferro (GP)       | 1                | 3                |                  |                                    |                                         |                   |             |             |             |             |                                         |                  |       |       |       |       |       |  |
|  |                                         |                      | Bandera de la Provincia de Buenos Aires | Villa del Parque  | 0                | 1                                       |                                     |                  |                  |                  |                  |                                    |                                         |                   |             |             |             |             |                                         |                  |       |       |       |       |       |  |
|  | Bandera de la Provincia de Buenos Aires | Villa del Parque     | Bandera de la Provincia de Buenos Aires | Villa del Parque  | 0                | 1                                       | 6                                   | 0                |                  |                  |                  |                                    |                                         |                   |             |             |             |             |                                         |                  |       |       |       |       |       |  |
|  | Bandera de la Provincia de Buenos Aires | Villa del Parque     |                                         |                   |                  |                                         |                                     |                  |                  |                  |                  |                                    |                                         |                   |             |             |             |             |                                         |                  |       |       |       |       |       |  |
|  | Bandera de la Provincia de Buenos Aires | Jorge Newbery (L)    | 2                                       | 3                 |                  |                                         |                                     |                  |                  |                  |                  |                                    |                                         |                   |             |             |             |             |                                         |                  |       |       |       |       |       |  |
|  | Bandera de la Provincia de Buenos Aires | Jorge Newbery (L)    | 2                                       | 3                 |                  |                                         |                                     |                  |                  |                  |                  |                                    |                                         |                   |             |             |             |             |                                         |                  |       |       |       |       |       |  |
|  |                                         |                      |                                         |                   |                  |                                         |                                     |                  |                  |                  |                  |                                    |                                         |                   |             |             |             |             |                                         |                  |       |       |       |       |       |  |

Nota: En la línea superior de cada llave, figuran los equipos que jugaron los partidos de ida en condición de local.
Campeón

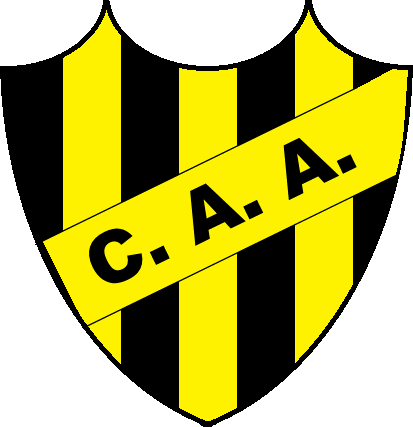
Club Atlético Argentinos (25M) (Ascendido al Torneo Argentino B 2010-11) 1.º título

## Promociones
Integrada por los finalistas del torneo y los equipos que debían disputar la promoción provenientes del Argentino B 

Se jugaron series entre un equipo del Torneo del Interior y uno del Argentino B donde resultaba ganador el equipo con más cantidad de puntos o con mayor diferencia de gol. Cabe destacar que en caso de empate en puntos y diferencia de gol, el equipo de la división superior poseía ventaja deportiva y automáticamente ganaba la serie.

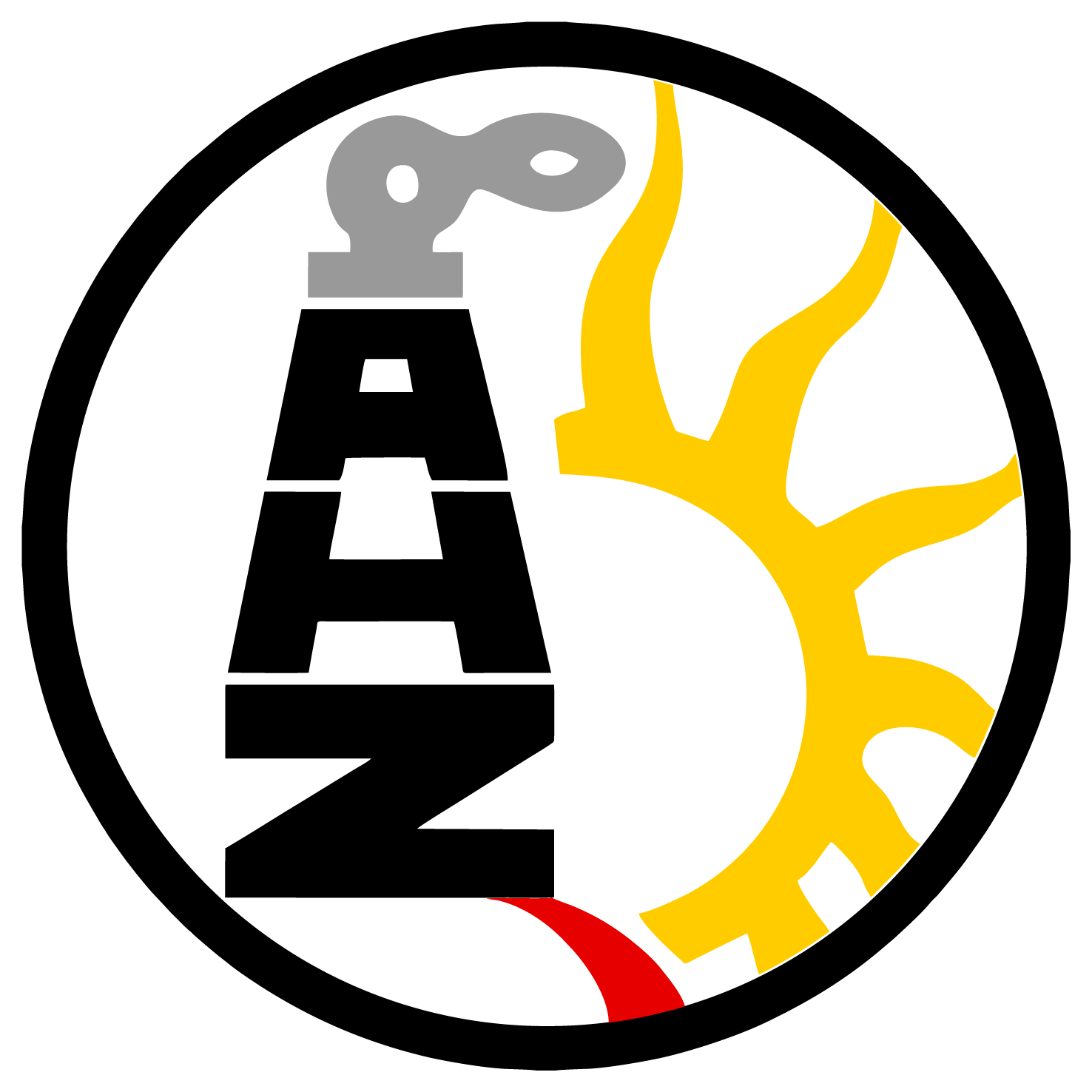
Asociación Cultural y Deportiva Altos Hornos Zapla (Ascendido al Torneo Argentino B 2010-11.)
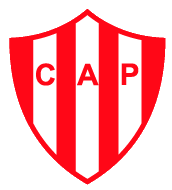
Club Atlético Paraná (Ascendido al Torneo Argentino B 2010-11.)

| Promoción 1                                                                  | Promoción 1        | Promoción 1 | Promoción 1        |
| Fecha                                                                        | Local              | Resultados  | Visitante          |
| ---------------------------------------------------------------------------- | ------------------ | ----------- | ------------------ |
| Ida: 30-05-2010                                                              | Ferro (GP)         | 0-3         | Independiente (T)  |
| Vuelta: 06-06-2010                                                           | Independiente (T)  | 3-1         | Ferro (GP)         |
| Independiente (T) mantuvo la categoría, tras imponerse por un global de 6-1. |                    |             |                    |
|                                                                              |                    |             |                    |
| Promoción 2                                                                  |                    |             |                    |
| Fecha                                                                        | Local              | Resultados  | Visitante          |
| Ida: 30-05-2010                                                              | Atlético (P)       | 2-1         | Defensores (S)     |
| Vuelta: 06-06-2010                                                           | Defensores (S)     | 2-3         | Atlético (P)       |
| Atlético Paraná ascendió, tras imponerse por un global de 5-3.               |                    |             |                    |
|                                                                              |                    |             |                    |
| Promoción 3                                                                  |                    |             |                    |
| Fecha                                                                        | Local              | Resultados  | Visitante          |
| Ida: 30-05-2010                                                              | Altos Hornos Zapla | 2-1         | Real Arroyo Seco   |
| Vuelta: 06-06-2010                                                           | Real Arroyo Seco   | 0-2         | Altos Hornos Zapla |
| Altos Hornos Zapla ascendió, tras imponerse por un global de 4-1.            |                    |             |                    |

- Asociación Cultural y Deportiva Altos Hornos Zapla
(Ascendido al Torneo Argentino B 2010-11.)
- Club Atlético Paraná
(Ascendido al Torneo Argentino B 2010-11.)